# Liste von Hilfsschiffen der United States Navy
Liste der Hilfsschiffe der United States Navy, die verschiedene Typen von Unterstützungs- und Versorgungsschiffen für kämpfende Einheiten enthält.

## Kranschiffe (AB)

USS Kearsarge

- USS Kearsarge (AB-1)

## Kohlenschiffe (AC)

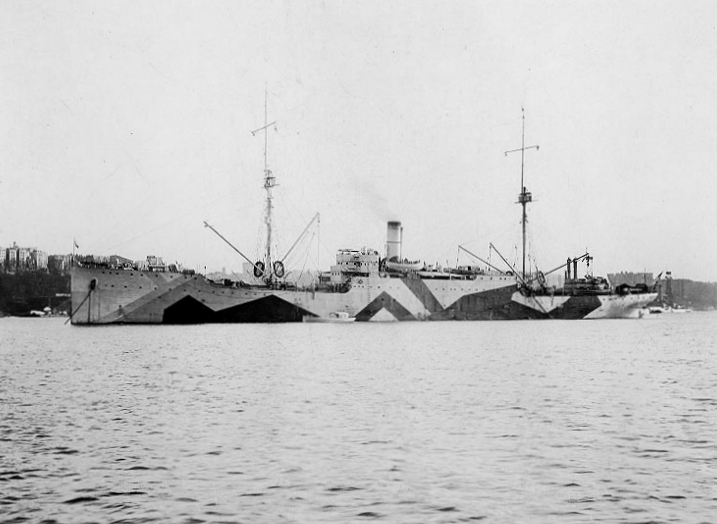
USS Vestal

- USS Vestal (AC-1)
- USS Ontario (AC-2)
- USS Jupiter (AC-3)
- USS Cyclops (AC-4)
- USS Vulcan (AC-5)
- USS Mars (AC-6)
- USS Hector (AC-7)
- USS Neptune (AC-8)
- USS Proteus (AC-9)
- USS Nereus (AC-10)
- USS Orion (AC-11)
- USS Jason (AC-12)
- USS Abarenda (AC-13/AG-14)
- USS Ajax (AC-14)
- USS Brutus (AC-15)
- USS Caesar (AC-16)
- USS Hannibal (1898)
- USS Justin (1898)
- USS Leonidas (1898)
- USS Merrimac (1898)
- USS Quincy (1918)
- USS Saturn (1898)
- USS Southery (1898)

## Kran-Containerschiff (T-ACS)

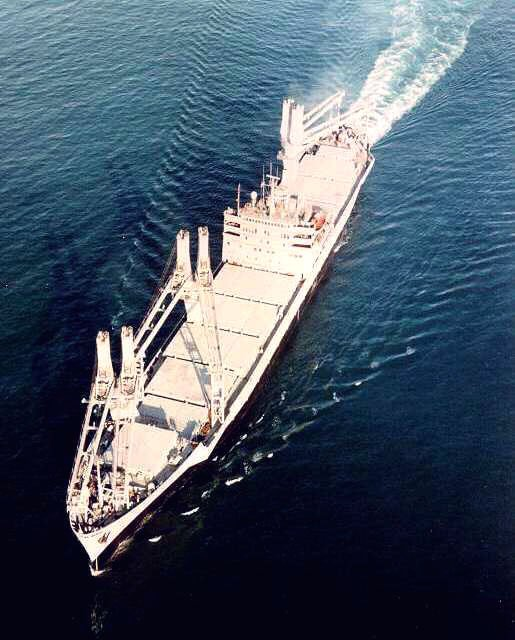
Keystone State

- Keystone State (T-ACS-1)
- Gem State (T-ACS-2)
- Grand Canyon State (T-ACS-3)
- Gopher State (T-ACS-4)
- Flickertail State (T-ACS-5)
- Cornhusker State (T-ACS-6)
- Diamond State (T-ACS-7)
- Equality State (T-ACS-8)
- Green Mountain State (T-ACS-9)
- Beaver State (T-ACS-10)

## Zerstörertender (AD)
- USS Dixie (AD-1)
- USS Melville (AD-2)
- USS Dobbin (AD-3)
- USS Whitney (AD-4)
- USS Prairie (AD-5)
- USS Panther (AD-6)
- USS Leonidas (AD-7)
- USS Buffalo (AD-8)
- USS Black Hawk (AD-9)
- USS Bridgeport (AD-10)
- Altair-Klasse
  - USS Altair (AD-11)
  - USS Denebola (AD-12)
  - USS Rigel (AD-13)
- USS Dixie (AD-14)
- USS Prairie (AD-15)
- USS Cascade (AD-16)
- USS Piedmont (AD-17)
- USS Sierra (AD-18)
- USS Yosemite (AD-19)
- USS Hamul (AD-20)
- USS Markab (AD-21)
- USS Klondike (AD-22)
- USS Arcadia (AD-23)
- USS Everglades (AD-24)
- USS Frontier (AD-25)
- USS Shenandoah (AD-26)
- USS Yellowstone (AD-27)
- USS Grand Canyon (AD-28)
- USS Isle Royal (AD-29)

USS Dixie

- USS Great Lakes (AD-30)  gestrichen
- USS Tidewater (AD-31)
- USS New England (AD-32)  gestrichen
- USS Canopus (AD-33)
- USS Alcor (AD-34)
- USS Arrowhead (AD-35)  gestrichen
- USS Bryce Canyon (AD-36)
- USS Samuel Gompers (AD-37)
- USS Puget Sound (AD-38)
- USS Yellowstone (AD-41)
- USS Acadia (AD-42)
- USS Cape Cod (AD-43)

## Entmagnetisierungsschiffe (ADG)

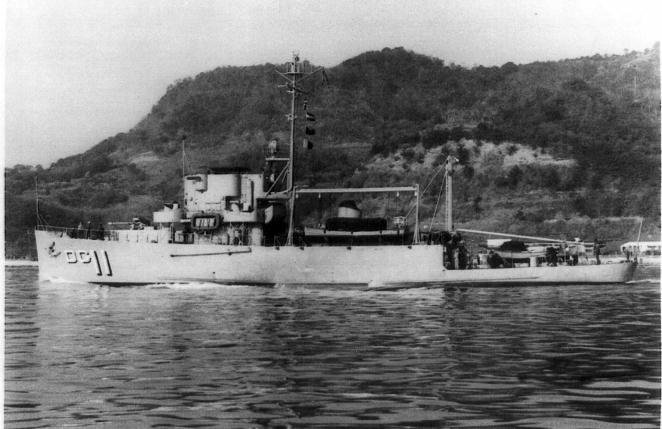
USS Ampere

- USS Lodestone (ADG-8)
- USS Magnet (ADG-9)
- USS Deperm (ADG-10)
- USS Ampere (ADG-11)
- USS Surfbird (ADG-383)

## Munitionsschiffe (AE)

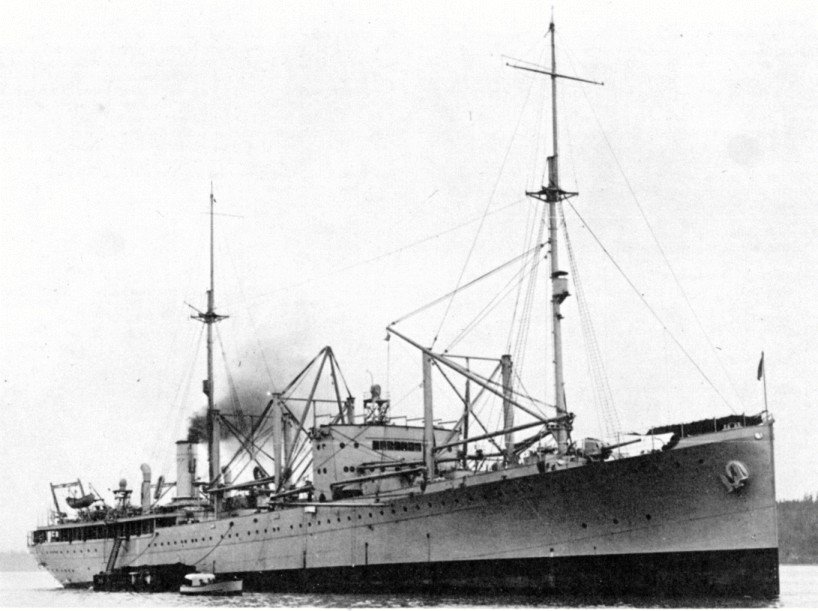
USS Pyro

- USS Pyro (AE-1)
- USS Nitro (AE-2)
- USS Lassen (AE-3)
- USS Mount Baker (AE-4)
- USS Rainier (AE-5)
- USS Shasta (AE-6)
- USS Mauna Loa (AE-8)
- USS Mazama (AE-9)
- USS Sangay (AE-10)
- USS Mount Hood (AE-11)
- USS Wrangell (AE-12)
- USS Akutan (AE-13)
- USS Firedrake (AE-14)
- USS Vesuvius (AE-15)
- USS Mount Katmai (AE-16)
- USS Great Sitkin (AE-17)
- USS Paricutin (AE-18)
- USS Diamond Head (AE-19)
- USS Fomalhaut (AE-20)
- USS Suribachi (AE-21)
- USS Mauna Kea (AE-22)
- USS Nitro (AE-23)
- USS Pyro (AE-24)
- USS Haleakala (AE-25)
- USS Kilauea (AE-26)
- USS Butte (AE-27)
- USS Santa Barbara (AE-28)
- USS Mount Hood (AE-29)
- USS Virgo (AE-30)
- USS Chara (AE-31)
- USS Flint (AE-32)
- USS Shasta (AE-33)
- USS Mount Baker (AE-34)
- USS Kiska (AE-35)

## Schwimmdocks und Dockschiffe

### Großes Schwimmdock (AFDB)

USS Artisan

- USS Artisan (AFDB-1)
- USS AFDB-2
- USS AFDB-3
- USS AFDB-4
- USS AFDB-5
- USS AFDB-6
- USS Los Alamas (AFDB-7)

### Mittleres Schwimmdock (AFDM)

USS Resourceful

- USS AFDM-1
- USS AFDM-2
- USS AFDM-3
- USS Resourceful (AFDM-5)
- USS Competent (AFDM-6)
- USS Sustain (AFDM-7)
- USS Richland (AFDM-8)
- USS AFDM-9
- USS Resolute (AFDM-10)
- USS Steadfast (AFDM-14)

### Kleines Schwimmdock (AFD)

USS AFD-3

- USS AFD-3
- USS AFD-5
- USS Dynamic (AFD-6)
- USS Ability (AFD-7)
- USS AFD-12
- USS AFD-21
- USS Adept (AFD-23)
- USS AFD-24

### Reparaturdockschiff (ARD)

USS Waterford

- USS ARD-1
- USS ARD-2
- USS ARD-3
- USS ARD-4
- USS ARD-6
- USS Waterford (ARD-5)
- USS ARD-8
- USS West Milton (ARD-7)
- USS ARD-9
- USS ARD-10
- USS ARD-11
- USS ARD-12
- USS ARD-13
- USS ARD-14
- USS ARD-15
- USS ARD-16
- USS ARD-17
- USS ARD-18
- USS ARD-19
- USS ARD-20
- USS ARD-21
- USS Windsor (ARD-22)
- USS ARD-23
- USS ARD-24
- USS ARD-25
- USS ARD-26
- USS ARD-27
- USS ARD-28
- USS Arco (ARD-29)
- USS San Onfre (ARD-30)
- USS ARD-31
- USS ARD-32

### Mittleres Reparaturdockschiff (ARDM)

USS Oak Ridge

- USS Oak Ridge (ARDM-1)
- USS Almagordo (ARDM-2)
- USS Endurance (ARDM-3)
- USS Shippingport (ARDM-4)
- USS Arco (ARDM-5)

### Großes Sektionsschwimmdock (ABSD)

USS ABSD-1

- USS ABSD-1
- USS ABSD-2
- USS ABSD-3
- USS ABSD-4
- USS ABSD-5
- USS ABSD-6
- USS ABSD-7
- USS ABSD-8
- USS ABSD-9
- USS ABSD-10

## Vorratsschiffe (AF, T-AF)

USS Bridge

- USS Bridge (AF-1)
- USS Celtic (AF-2)
- USS Culgoa (AF-3)
- USS Glacier (AF-4)
- USS Rappahannock (AF-6)
- USS Arctic (AF-7)
- USS Boras (AF-8)
- USS Yukon (AF-9)
- USS Aldebaran (AF-10)
- USS Polaris (AF-11)
- USS Mizar (AF-12)
- USS Tarazed (AF-13)
- USS Uranus (AF-14)
- USS Talamanca (AF-15)
- USS Pastores (AF-16)
- USS Antigua (AF-17)
- USS Calamares (AF-18)
- USS Roamer (AF-19)
- USS Pontiac (AF-20)
- USS Merak (AF-21)
- USS Ariel (AF-22)
- USS Cygnus (AF-23)
- USS Delphinus (AF-24)
- USS Taurus (AF-25)
- USS Octans (AF-26)
- USS Pictor (AF-27)
- USS Hyades (AF-28)
- USS Graffias (AF-29)
- USS Adria (AF-30)
- USS Arequipa (AF-31)
- USS Corbuda (AF-32)
- USS Karin (AF-33)
- USS Kerstin (AF-34)
- USS Latona (AF-35)
- USS Lioba (AF-36)
- USS Malabar (AF-37)
- USS Merapi (AF-38)
- USS Palisana (AF-39)
- USS Saturn (AF-40)
- USS Athanasia (AF-41)
- USS Bondia (AF-42)
- USS Gordonia (AF-43)
- USS Laurentia (AF-44)
- USS Lucidor (AF-45)
- USS Octavia (AF-46)
- USS Valentine (AF-47)
- USS Alstede (AF-48)
- USS Zelima (AF-49)
- USNS Bald Eagle (T-AF-50)
- USNS Blue Jacket (T-AF-51)
- USNS Golden Eagle (T-AF-52)
- USNS Grommet Reefer (T-AF-53)
- USS Pictor (AF-54)
- USS Aludra (AF-55)
- USS Denebola (AF-56)
- USS Regulus (AF-57)
- USS Rigel (AF-58)
- USS Vega (AF-59)
- USS Sirius (AF-60)
- USS Procyon (AF-61)
- USS Bellatrix (AF-62)
- USNS Asterion (T-AF-63)
- USNS Perseus (T-AF-64)

## Gefechts-Vorratsschiffe (AFS, T-AFS)

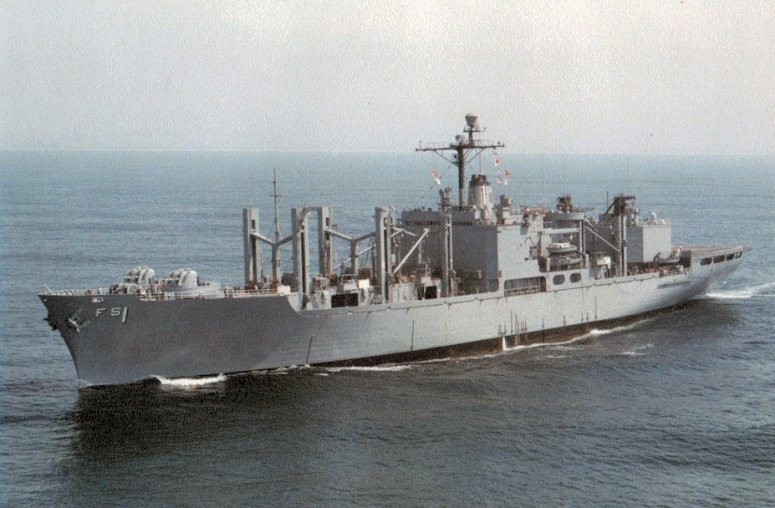
USS Mars

- USS Mars (AFS-1)
- USS Sylvania (AFS-2)
- USS Niagara Falls (AFS-3)
- USS White Plains (AFS-4)
- USS Concord (AFS-5)
- USS San Diego (AFS-6)
- USS San Jose (AFS-7)
- USNS Sirius (T-AFS-8)
- USNS Spica (T-AFS-9)
- USNS Saturn (T-AFS-10)

## Versuchs- und Sonderschiffe (AG, T-AG)
- USS Hannibal (AG-1)
- USS Bushnell (AG-2)
- USS Nanshan (AG-3)
- USS Saturn (AG-4)
- USS General Alava (AG-5)
- USS Dubuque (AG-6)
- USS Paducah (AG-7)
- USS Mahanna (AG-8)
- USS Great Northern (AG-9)
- USS Antares (AG-10)
- USS Procyon (AG-11)
- USS Gold Star (AG-12)
- USS Pensecola (AG-13)
- USS Abarenda (AG-14)
- USS Ajax (AG-15)

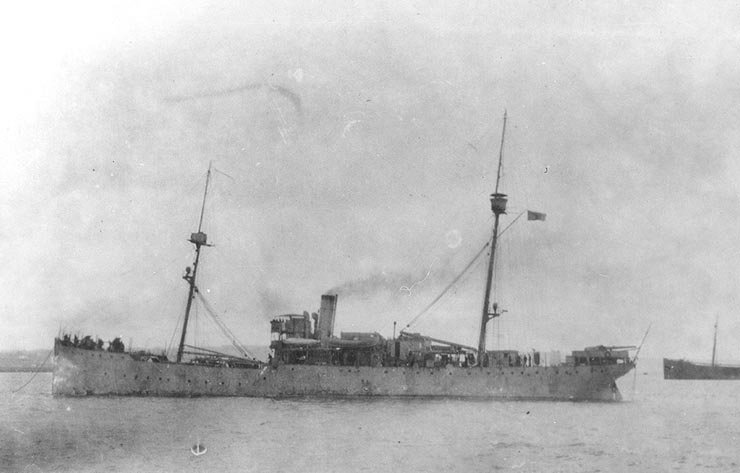
USS Hannibal

- USS Utah (AG-16, ex BB-31) (Artillerieschulschiff)
- USS Wyoming (AG-17, ex BB-32) (Artillerieschulschiff)
- USS Stoddert (AG-18)
- USS Boggs (AG-19)
- USS Kilty (AG-20)
- USS Lamberton (AG-21)
- USS Radford (AG-22)
- USS Sequoia (AG-23)
- USS Semmes (AG-24)
- USS Potomac (AG-25)
- USS Cuyahoga (AG-26)
- USS Robert L. Barnes (AG-27)
- USS Manley (AG-28)
- USS Bear (AG-29)
- USS Bowditch (AG-30)
- USS Argonne (AG-31)
- USS Sumner (AG-32)
- USS Kaula (AG-33)
- USS Alcor (AG-34)
- USS Calypso (AG-35)
- USS Manasquan (AG-36)
- USS Manomet (AG-37)
- USS Mantinicus (AG-38)
- USS Menemsha (AG-39)
- USS Monomoy (AG-40)
- USS Midway (AG-41)
- USS Camanga (AG-42)
- USS Majaba (AG-43)
- USS Malanao (AG-44)
- USS Taganak (AG-45)
- USS Tuluran (AG-46)
- USS Manhasset (AG-47)
- USS Muskeget (AG-48)
- USS Anacapa (AG-49)
- USS Kopara (AG-50)
- USS Besboro (AG-66)
- USS Antaeus (AG-67)
- USS Basilan (AG-68)
- USS Burias (AG-69)
- USS Zaniah (AG-70)
- USS Baham (AG-71)
- USS Parris Island (AG-72)
- USS Belle Isle (AG-73)
- USS Coasters Harbor (AG-74)
- USS Cuttyhunk Island (AG-75)
- USS Avery Island (AG-76)
- USS Indian Island (AG-77)
- USS Kent Island (AG-78)
- USS San Clemente  (AG-79)
- USS DuPont (AG-80)
- USS J. Fred Talbot (AG-81)
- USS Schenck (AG-82)
- USS Kennison (AG-83)
- USS Hatfield (AG-84)
- USS Fox (AG-85)
- USS Bulmer (AG-86)
- USS MacLeish (AG-87)
- USS Burton Island (AG-88)
- USS Edisto (AG-89)
- USS Atka (AG-90)
- USS Dahlgren (AG-91)
- USS Gwinnett (AG-92)
- USS Nicollet (AG-93)
- USS Pontotoc (AG-94)
- USS Litchfield (AG-95)
- USNS Hayes (T-AG-95)
- USS Broome (AG-96)
- USS Simpson (AG-97)
- USS Ramsay (AG-98)
- USS Preble (AG-99)
- USS Sicard (AG-100)
- USS Pruitt (AG-101)
- USS Babbitt (AG-102)
- USS Upshur (AG-103)
- USS Elliot (AG-104)
- USS Hogan (AG-105)
- USS Howard (AG-106)
- USS Stansbury (AG-107)
- USS Chandler (AG-108)
- USS Zane (AG-109)
- USS Trever (AG-110)
- USS Hamilton (AG-111)
- USS Breckinridge (AG-112)
- USS Barney (AG-113)
- USS Biddle (AG-114)
- USS Ellis  (AG-115)
- USS Cole (AG-116)
- USS Whipple (AG-117)
- USS McCormick (AG-118)
- USS John D. Ford (AG-119)
- USS Paul Jones (AG-120)
- USS Humboldt (AG-121)
- USS Matagorda (AG-122)
- USS Rockaway (AG-123)
- USS Maumee (AG-124)
- USS Patoka (AG-125)
- USS McDougal (AG-126)
- USS Winslow (AG-127)
- USS Mississippi (AG-128)
- USS Whitewood (AG-129)
- USS Camano (AG-130)
- USS Deal (AG-131)
- USS Elba (AG-132)
- USS Errol (AG-133)
- USS Estero (AG-134)
- USS Jekyl (AG-135)
- USS Rogue (AG-137)
- USS Ryer (AG-138)
- USS Sharps (AG-139)
- USS Whidbey (AG-141)
- USS Nashawena (AG-142)
- USS Mark (AG-143)
- USS Hewell (AG-145)
- USS Electron (AG-146)
- USS Proton (AG-147)
- USS Colington (AG-148)
- USS League Island (AG-149)
- USS Chimon  (AG-150)
- USS Richard E. Kraus  (AG-151)
- USS Timmerman (AG-152)
- USS Compass Island (E-AG-153)
- USS Observation Island (E-AG-154)
- USS King Tracker (AG-157)
- USS Oxford (AG-159)
- USNS Range Tracker (T-AG-160)
- USNS Range Recoverer (T-AG-161)
- USNS Mission Capistrano (T-AG-162)
- USS Glover (AGER-163)
- USNS Kingsport (T-AG-164)
- USS Georgetown (AG-165)
- USS Jamestown (AG-166)
- USS Belmont (AG-167)
- USS Liberty (AG-168)
- USNS Pvt. Jose F. Valdez (T-AG-169)
- USNS Lt. James E. Robinson (T-AG-170)
- USNS Sgt. Joseph E. Muller (T-AG-171)
- USNS Phoenix (T-AG-172)
- USNS Provo (T-AG-173)
- USNS Cheyenne (T-AG-174)
- USNS Sgt. Curtis F. Shoup (T-AG-175)
- USS Peregrine (AG-176)
- USNS Shearwater (T-AG-178)
- USNS Flyer (T-AG-179)
- USNS Antioch (T-AG-180)
- USNS Adelphi (T-AG-181)
- USNS Lynn (T-AG-182)
- USNS Milford (T-AG-187)
- USNS Rollins (T-AG-189)
- USNS Spokane (T-AG-191)
- USNS S P Lee (T-AG-192)
- USNS Glomar Explorer (T-AG-193)
- USNS Vanguard (T-AG-194)
- USNS Hayes (T-AG-195)
- USS Hunting (E-AG-398)
- USS Alacrity (AG-520)
- USS Assurance (AG-521)

## Eisbrecher (AGB)

USS Burton Island

- USS Burton Island (AGB-1)
- USS Edisto (AGB-2)
- USS Atka (AGB-3)
- USS Glacier (AGB-4)
- USS Staten Island (AGB-5)

## Tiefsee-Tender (AGDS, T-AGDS)

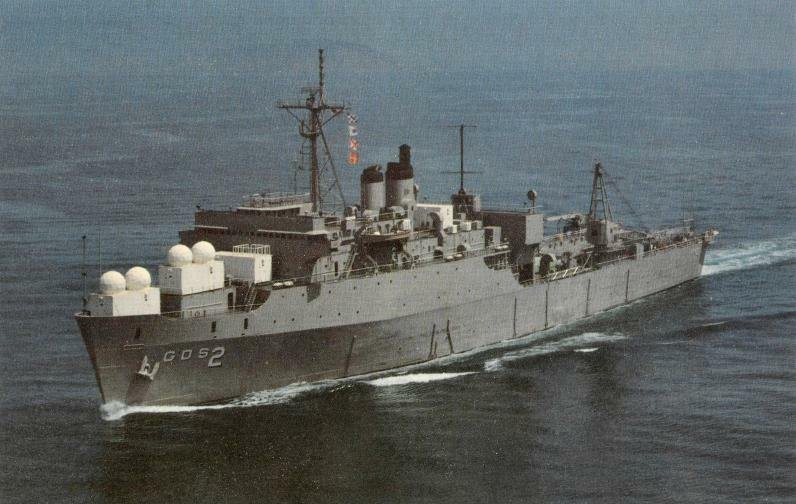
USS Point Loma

- USS White Sands (AGDS-1)
- USNS Point Loma (T-AGDS-2)

## Versuchs-Tragflächenschiffe (AGEH)

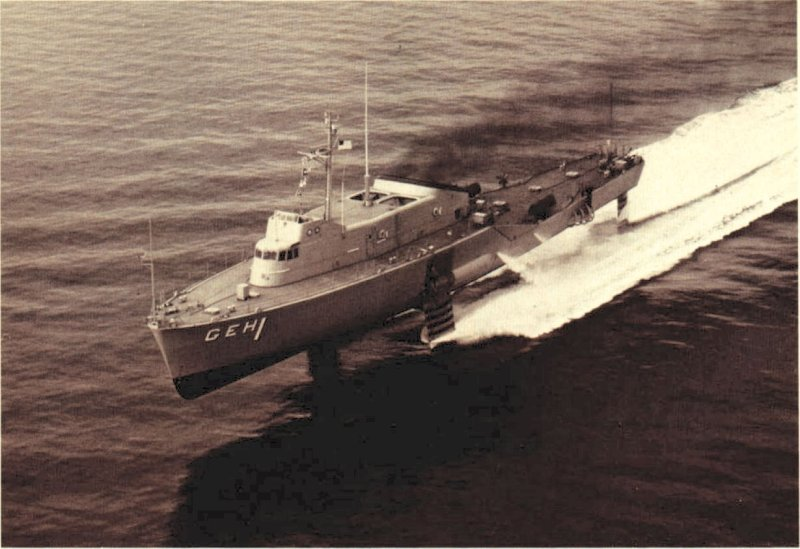
USS Plainview

- USS Plainview (AGEH-1)

## Elektronik-Überwachungsschiffe (AGER)

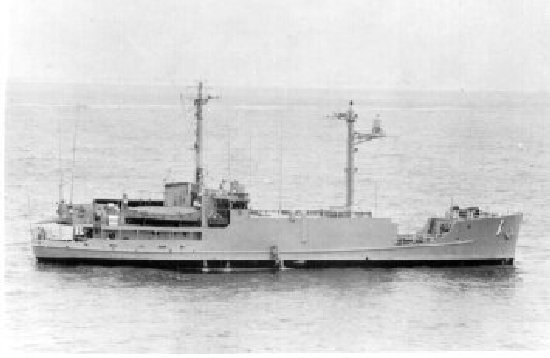
USS Banner

- USS Banner (AGER-1)
- USS Pueblo (AGER-2)
- USS Palm Beach (AGER-3)

## Kommando-/Flaggschiffe (AGF)

USS LaSalle

- USS Valcour (AGF-1)
- USS LaSalle (AGF-3)
- USS Coronado (AGF-11)

## Flugkörper-Beobachtungsschiffe (T-AGM)
- USNS Range Tracker (T-AGM-1)
- USNS Range Recoverer (T-AGM-2)
- USNS Longview (T-AGM-3)
- USNS Richfield (T-AGM-4)
- USNS Sunnyvale (T-AGM-5)
- USNS Watertown (T-AGM-6)
- USNS Huntsville (T-AGM-7)
- USNS Wheeling (T-AGM-8)
- USNS General H H Arnold (T-AGM-9)

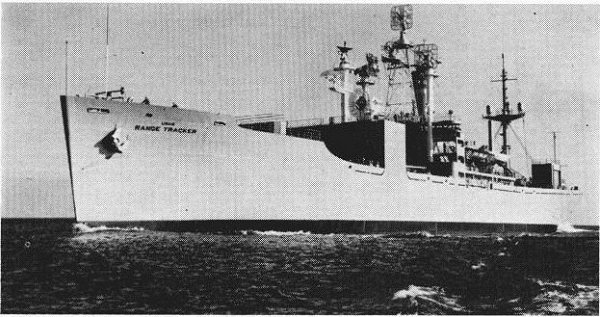
USNS Range Tracker

- USNS General Hoyt S Vandenberg (T-AGM-10)
- USNS Twin Falls (T-AGM-11)
- USNS American Mariner (T-AGM-12)
- USNS Sword Knot (T-AGM-13)
- USNS Rose Knot (T-AGM-14)
- USNS Coastal Sentry (T-AGM-15)
- USNS Coastal Crusader (T-AGM-16)
- USNS Timber Hitch (T-AGM-17)
- USNS Sampan Hitch (T-AGM-18)
- USNS Vanguard (T-AGM-19)
- USNS Redstone (T-AGM-20)
- USNS Mercury (T-AGM-21)
- USNS Range Sentinel (T-AGM-22)
- USNS Observation Island (T-AGM-23)
- USNS Invincible (T-AGM-24)
- USNS Howard O. Lorenzen (T-AGM-25)

## Verbindungs-Relaisschiffe (AGMR)

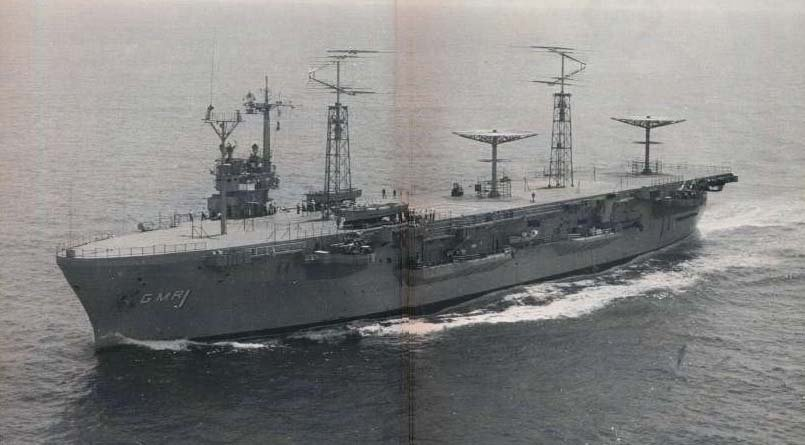
USS Annapolis

- USS Annapolis (AGMR-1)
- USS Arlington (AGMR-2)

## Ozeanografische Forschungsschiffe (T-AGOR)

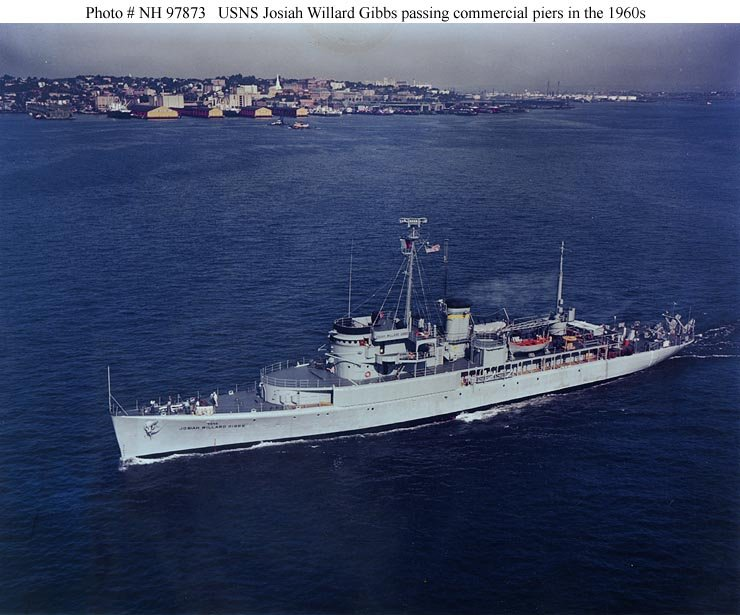
USNS Josiah Willard Gibbs

- USNS Josiah Willard Gibbs (T-AGOR-1)
- T-AGOR-2 für Norwegen gebaut
- USNS Robert D. Conrad (T-AGOR-3)
- USNS James M. Gilliss (T-AGOR-4)
- USNS Charles H. Davis (T-AGOR-5)
- USNS Sands (T-AGOR-6)
- USNS Lynch (T-AGOR-7)
- USNS Eltanin (T-AGOR-8)
- USNS Thomas G. Thompson (T-AGOR-9)
- USNS Thomas Washington (T-AGOR-10)
- USNS Mizar (T-AGOR-11)
- USNS De Steiguer (T-AGOR-12)
- USNS Bartlett (T-AGOR-13)
- USNS Melville (T-AGOR-14)
- USNS Knorr (T-AGOR-15)
- USNS Hayes (T-AGOR-16)
- USNS Chain (T-AGOR-17)
- USNS Argo (T-AGOR-18)
- USNS Thomas G. Thompson (T-AGOR-23)
- USNS Roger Revelle (T-AGOR-24)
- USNS Atlantis (T-AGOR-25)
- USNS Kilo Moana (T-AGOR-26)
- USNS Neil Armstrong (T-AGOR-27)
- USNS Sally Ride  (T-AGOR-28)

## Sonar-Wachschiffe (T-AGOS)

USNS Stalwart

- USNS Stalwart (T-AGOS-1)
- USNS Contender (T-AGOS-2)
- USNS Vindicator (T-AGOS-3)
- USNS Triumph (T-AGOS-4)
- USNS Assurance (T-AGOS-5)
- USNS Persistent (T-AGOS-6)
- USNS Indomitable (T-AGOS-7)
- USNS Prevail (T-AGOS-8)
- USNS Assertive (T-AGOS-9)
- USNS Invincible (T-AGOS-10)
- USNS Audacious (T-AGOS-11)
- USNS Bold (T-AGOS-12)
- USNS Adventurous (T-AGOS-13)
- USNS Worthy (T-AGOS-14)
- USNS Titan (T-AGOS-15)
- USNS Capable (T-AGOS-16)
- USNS Tenacious (T-AGOS-17)
- USNS Relentless (T-AGOS-18)
- USNS Victorious (T-AGOS-19)
- USNS Able (T-AGOS-20)
- USNS Effective (T-AGOS-21)
- USNS Loyal (T-AGOS-22)
- USNS Impeccable (T-AGOS-23)

## Radar-Frühwarnschiffe (AGR)

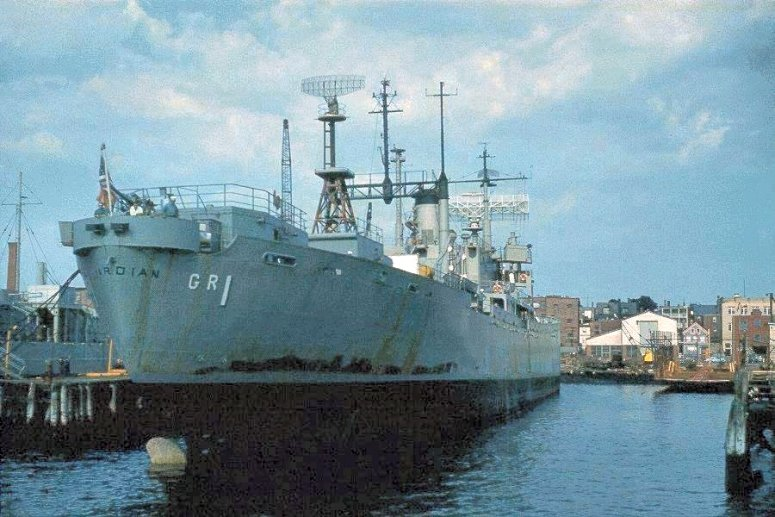
USS Guardian

- USS Guardian (AGR-1)
- USS Lookout (AGR-2)
- USS Skywatcher (AGR-3)
- USS Searcher (AGR-4)
- USS Scanner (AGR-5)
- USS Locator (AGR-6)
- USS Picket (AGR-7)
- USS Interceptor (AGR-8)
- USS Investigator (AGR-9)
- USS Outpost (AGR-10)
- USS Protector (AGR-11)
- USS Vigil (AGR-12)
- USS Interdictor (AGR-13)
- USS Interpreter (AGR-14)
- USS Interrupter (AGR-15)
- USS Watchman (AGR-16)

## Schnellboottender (AGP)

USS Niagara

- USS Niagara (AGP-1)
- USS Hilo (AGP-2)
- USS Jamestown (AGP-3)
- USS Portunus (AGP-4)
- USS Varuna (AGP-5)
- USS Oyster Bay (AGP-6)
- USS Mobjack (AGP-7)
- USS Wachapreague (AGP-8)
- USS Willoughby (AGP-9)
- USS Orestes (AGP-10)
- USS Silenus (AGP-11)
- USS Acontius (AGP-12)
- USS Cyrene (AGP-13)
- USS Alecto (AGP-14)
- USS Callisto (AGP-15)
- USS Antigone (AGP-16)
- USS Brontes (AGP-17)
- USS Chiron (AGP-18)
- USS Pontus (AGP-20)
- USS Garrett County (AGP-786)
- USS Harnett County (AGP-821)
- USS Hunterdon County (AGP-838)
- USS Graham County (AGP-1176)

## Vermessungsschiffe (AGS)
- USS Pathfinder (AGS-1)
- USS Hydrographer (AGS-2)
- USS Oceanographer (AGS-3)
- USS Bowditch (AGS-4)
- USS Sumner (AGS-5)
- USS Derickson (AGS-6)
- USS Littlehales (AGS-7)
- USS Dutton (AGS-8)
- USS Amistead Rust (AGS-9)
- USS John Blish (AGS-10)
- USS Chauvenet (AGS-11)
- USS Harkness (AGS-12)
- USS James M. Gillis (AGS-13)
- USS Simon Newcomb (AGS-14)
- USS Tanner (AGS-15)
- USS Maury (AGS-16)
- USS Pursuit (AGS-17)
- USS Requisite (AGS-18)
- USS Sheldrake (AGS-19)
- USS Prevail (AGS-20)
- USNS Bowditch (T-AGS-21)
- USNS Dutton (T-AGS-22)
- USNS Michelson (T-AGS-23)
- USS Seranno (AGS-24)
- USNS Kellar (T-AGS-25)
- USNS Silas Bent (T-AGS-26)
- USNS Elisha Kent Kane (T-AGS-27)
- USS Towhee (AGS-28)
- USNS Chauvenet (T-AGS-29)
- USS San Pablo (AGS-30)
- USNS S. P. Lee (T-AGS-31)
- USNS Harkness (T-AGS-32)
- USNS Wilkes (T-AGS-33)
- USNS Wyman (T-AGS-34)

USS Pathfinder

- USNS Sgt. George D. Keathley (T-AGS-35)
- USS Coastal Crusader (AGS-36)
- USS Twin Falls (AGS-37)
- USNS H. H. Hess (T-AGS-38)
- USNS Maury (T-AGS-39)
- USNS Tanner (T-AGS-40)
- USNS Waters (T-AGS-45)
- USS Rehoboth (AGS-50)
- USNS John McDonnell (T-AGS-51)
- USNS Littlehales (T-AGS-52)
- USNS Pathfinder (T-AGS-60)
- USNS Sumner (T-AGS-61)
- USNS Bowditch (T-AGS-62)
- USNS Henson (T-AGS-63)
- USNS Bruce E. Heezen (T-AGS-64)
- USNS Mary Sears (T-AGS-65)

## Küstenvermessungsschiffe (AGSC)

USS Dutton

- USS Dutton (AGSC-8)
- USS John Blish (AGSC-10)
- USS Harkness (AGSC-12)
- USS James M. Gillis (AGSC-13)
- USS Simon Newcomb (AGSC-14)
- USS Littlehales (AGSC-15)

## Technische Forschungsschiffe (AGTR)

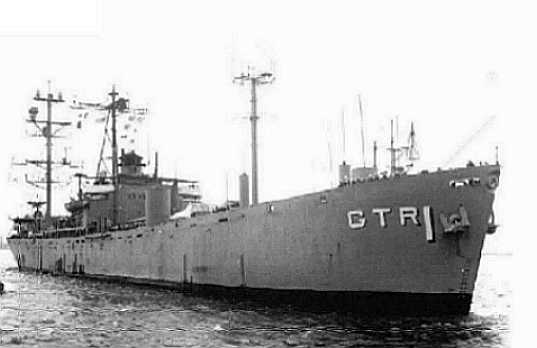
USS Oxford

- USS Oxford (AGTR-1)
- USS Georgetown (AGTR-2)
- USS Jamestown (AGTR-3)
- USS Belmont (AGTR-4)
- USS Liberty (AGTR-5)

## Lazarettschiffe (AH)

USS Relief

- USS Relief (AH-1)
- USS Solace (AH-2)
- USS Comfort (AH-3)
- USS Mercy (AH-4)
- USS Solace (AH-5)
- USS Comfort (AH-6)
- USS Hope (AH-7)
- USS Mercy (AH-8)
- USS Bountiful (AH-9)
- USS Samaritan (AH-10)
- USS Refuge (AH-11)
- USS Haven (AH-12)
- USS Benevolence (AH-13)
- USS Tranquility (AH-14)
- USS Consolation (AH-15)
- USS Repose (AH-16)
- USS Sanctuary (AH-17)
- USS Rescue (AH-18)
- USNS Mercy (T-AH-19)
- USNS Comfort (T-AH-20)

## Frachtschiffe (AK, T-AK)

USS Houston

- USS Houston (AK-1)
- USS Kittery (AK-2)
- USS Newport News (AK-3)
- USS Bath (AK-4)
- USS Gulfport (AK-5)
- USS Beaufort (AK-6)
- USS Pensacola (AK-7)
- USS Astoria (AK-8)
- USS Long Beach (AK-9)
- USS Quincy (AK-10)
- USS Robert L. Barnes (AK-11)
- USS Arcturus (AK-12)
- USS Capella (AK-13)
- USS Regulus (AK-14)
- USS Sirius (AK-15)
- USS Spica (AK-16)
- USS Vega (AK-17)
- USS Arcturus (AK-18)
- USS Procyon (AK-19)
- USS Bellatrix (AK-20)
- USS Electra (AK-21)
- USS Fomalhaut (AK-22)
- USS Alchiba (AK-23)
- USS Alcyone (AK-24)
- USS Algorab (AK-25)
- USS Alhena (AK-26)
- USS Almaack (AK-27)
- USS Betelgeuse (AK-28)
- USS Delta (AK-29)
- USS Hamul (AK-30)
- USS Markab (AK-31)
- USS Hercules (AK-41)
- USS Mercury (AK-42)
- USS Jupiter (AK-43)
- USS Aroostook (AK-44)
- USS Stratford (AK-45)
- USS Pleiades (AK-46)
- USS Aquila (AK-47)
- USS Pegasus (AK-48)
- USS Saturn (AK-49)
- USS Aries (AK-51)
- USS Matinicus (AK-52)
- USS Libra (AK-53)
- USS Titana (AK-55)
- USS Oberon (AK-56)
- USS Kopara (AK-62)
- USS Asterion (AK-63)
- USS Aquarius (AK-65)
- USS Andromeda (AK-66)
- USS Crater (AK-70)
- USS Adhara (AK-71)
- USS Aludra (AK-72)
- USS Arided (AK-73)
- USS Carina (AK-74)
- USS Cassiopeia (AK-75)
- USS Celeno (AK-76)
- USS Cetus (AK-77)
- USS Deimos (AK-78)
- USS Draco (AK-79)
- USS Enceladus (AK-80)
- USS Europa (AK-81)
- USS Hydra (AK-82)
- USS Media (AK-83)
- USS Mira (AK-84)
- USS Nashira (AK-85)
- USS Norma (AK-86)
- USNS Sagitta (T-AK-87)
- USS Tucana (AK-88)
- USS Vela (AK-89)
- USS Albireo (AK-90)
- USS Cor Caroli (AK-91)
- USS Eridanus (AK-92)
- USS Etamin (AK-93)
- USS Mintaka (AK-94)
- USS Murzim (AK-95)
- USS Sterope (AK-96)
- USS Serpens (AK-97)
- USS Auriga (AK-98)
- USS Bootes (AK-99)
- USS Lynx (AK-100)
- USS Lyra (AK-101)
- USS Triangulum (AK-102)
- USS Sculptor (AK-103)
- USS Ganymede (AK-104)
- USS Naos (AK-105)
- USS Caelum (AK-106)
- USS Hyperion (AK-107)
- USS Rotanin (AK-108)
- USS Allioth (AK-109)
- USS Alkes (AK-110)
- USS Giansar (AK-111)
- USS Grumium (AK-112)
- USS Rutilicus (AK-113)
- USS Alkaid (AK-114)
- USS Crux (AK-115)
- USS Alderamin (AK-116)
- USS Zaurak (AK-117)
- USS Shaula (AK-118)
- USS Matar (AK-119)
- USS Zaniah (AK-120)
- USS Sabik (AK-121)
- USS Baham (AK-122)
- USS Menkar (AK-123)
- USS Azimech (AK-124)
- USS Lesuth (AK-125)
- USS Megrez (AK-126)
- USS Alnitah (AK-127)
- USS Leonis (AK-128)
- USS Phobos (AK-129)
- USS Arkab (AK-130)
- USS Melucta (AK-131)
- USS Propus (AK-132)
- USS Seginus (AK-133)
- USS Syrma (AK-134)
- USS Venus (AK-135)
- USS Ara (AK-136)
- USS Ascella (AK-137)
- USS Cheleb (AK-138)
- USS Pavo (AK-139)
- USS Situla (AK-140)
- USS Alamosa (AK-156)
- USS Alcona (AK-157)
- USS Amador (AK-158)
- USS Antrim (AK-159)
- USS Autauga (AK-160)
- USS Beaverhead (AK-161)
- USS Beltrami (AK-162)
- USS Blount (AK-163)
- USS Brevard (AK-164)
- USS Bullock (AK-165)
- USS Cabell (AK-166)
- USS Caledonia (AK-167)
- USS Charlevoix (AK-168)
- USS Chatham (AK-169)
- USS Chicot (AK-170)
- USS Claiborne (AK-171)
- USS Clarion (AK-172)
- USS Codington (AK-173)
- USS Colquitt (AK-174)
- USS Craighead (AK-175)
- USS Dodridge (AK-176) – gestrichen
- USS Duval (AK-177) – gestrichen
- USS Fairfield (AK-178)
- USS Faribault (AK-179)
- USS Fentress (AK-180)
- USS Flagler (AK-181)
- USS Gadsen (AK-182)
- USS Glacier (AK-183)
- USS Grainger (AK-184)
- USS Gwinnett (AK-185)
- USS Habersham (AK-186)
- USS Hennepin (AK-187)
- USS Herkimer (AK-188)
- USS Hidalgo (AK-189)
- USS Kenosha (AK-190)
- USS Lebanon (AK-191)
- USS Lehigh (AK-192)
- USS Lancaster (AK-193)
- USS Marengo (AK-194)
- USS Midland (AK-195)
- USS Minidoka (AK-196)
- USS Muscatine (AK-197)
- USS Muskingum (AK-198)
- USS Nicollet (AK-199)
- USS Pembina (AK-200)
- USS Pemiscot (AK-201)
- USS Pinellas (AK-202)
- USS Pipestone (AK-203)
- USS Pitkin (AK-204)
- USS Poinsett (AK-205)
- USS Pontotoc (AK-206)
- USS Richland (AK-207)
- USS Rockdale (AK-208)
- USS Schuyler (AK-209)
- USS Screven (AK-210)
- USS Sebastian (AK-211)
- USS Somerset (AK-212)
- USS Sussex (AK-213)
- USS Tarrant (AK-214)
- USS Tipton (AK-215)
- USS Traverse (AK-216) – gestrichen
- USS Tulare (AK-217) – gestrichen
- USS Washtenaw (AK-218)
- USS Westchester (AK-219) – gestrichen
- USS Wexford (AK-220)
- USS Kenmore (AK-221)
- USS Livingston (AK-222)
- USS De Grasse (AK-223)
- USS Prince Georges (AK-224)
- USS Allegan (AK-225)
- USS Appanoose (AK-226)
- USS Boulder Victory (AK-227)
- USS Provo Victory (AK-228)
- USS Las Vegas Victory (AK-229)
- USS Manderson Victory (AK-230)
- USS Bedford Victory (AK-231)
- USS Mayfield Victory (AK-232)
- USS Newcastle Victory (AK-233)
- USS Bucyrus Victory (AK-234)
- USS Red Oak Victory (AK-235)
- USS Lakewood Victory (AK-236)
- USNS Greenville Victory (T-AK-237)
- USNS Haiti Victory (T-AK-238)
- USNS Kingsport Victory (T-AK-239)
- USNS Pvt. John R. Towle (T-AK-240)
- USNS Pvt. Francis A. McGraw (T-AK-241)
- USNS Sgt. Andrew Miller (T-AK-242)
- USNS Sgt. Archer T. Gammon (T-AK-243)
- USNS Sgt. Morris E. Crain (T-AK-244)
- USNS Capt. Arlo L. Olson (T-AK-245)
- USNS Col. William J. O'Brien (T-AK-246)
- USNS Pvt. John F. Thorson (T-AK-247)
- USNS Sgt. George Peterson (T-AK-248)
- USNS Short Splice (T-AK-249)
- USNS Pvt. Frank J. Petrarca (T-AK-250)
- USNS LT. George W. G. Boyce (T-AK-251)
- USNS LT. Robert Craig (T-AK-252)
- USNS Pvt. Joe E. Mann (T-AK-253)
- USNS Sgt. Truman Kimbro (T-AK-254)
- USNS Pvt. Leonard C. Brostrom (T-AK-255)
- USS Altair (AK-257)
- USS Antares (AK-258)
- USS Alcor (AK-259)
- USS Betelgeuse (AK-260)
- USS Alchiba (AK-261)
- USS Algorab (AK-262)
- USS Aquarius (AK-263)
- USS Centaurus (AK-264)
- USS Cepheus (AK-265)
- USS Serpens (AK-266)
- USNS Marine Fiddler (T-AK-267)
- USNS Comet (T-AK-269)
- USNS Eltanin (T-AK-270)
- USNS Mirfak (T-AK-271)
- USNS Mizar (T-AK-272)
- USNS Taurus (T-AK-273)
- USNS LT. James E. Robinson (T-AK-274)
- USNS PVT. Joseph F. Merrell (T-AK-275)
- USNS SGT. Jack J. Pendelton (T-AK-276)
- USNS Schuyler Otis Bland (T-AK-277)
- USNS Norwalk (T-AK-279)
- USNS Furman (T-AK-280)
- USNS Victoria (T-AK-281)
- USNS Marshfield (T-AK-282)
- USNS Wyandot (T-AK-283)
- USNS Northern Light (T-AK-284)
- USNS Southern Cross (T-AK-285)
- USNS Vega (T-AK-286)
- USNS Algol (T-AK-287)
- USNS Bellatrix (T-AK-288)
- USNS Denebola (T-AK-289)
- USNS Pollux (T-AK-290)
- USNS Altair (T-AK-291)
- USNS Regulus (T-AK-292)
- USNS Capella (T-AK-293)
- USNS Antares (T-AK-294)
- USNS Merlin (T-AK-323)
- USNS Cleveland (T-AK-851)
- USNS Austral Rainbow (T-AK-1005)
- USNS Cape Nome (T-AK-1014)
- USNS Pioneer Commander (T-AK-2016)
- USNS Pioneer Contractor (T-AK-2018)
- USNS Pioneer Crusader (T-AK-2019)
- USNS Buyer (T-AK-2033)
- USS Gulf Shipper (T-AK-2035)
- USNS Gulf Trader (T-AK-2036)
- Cape Gireadeau (T-AK-2039)
- USNS Green Valley (T-AK-2049)
- USNS Green Wave (T-AK-2050)
- USNS American Cormorant (T-AK-2062)
- USNS Green Harbour (T-AK-2064)
- Cpl Louis J. Hauge Jr. (T-AK-3000)
- PFC William B. Baugh (T-AK-3001)
- PFC James Anderson Junior (T-AK-3002)
- 1st Lt Alex Bonnyman (T-AK-3003)
- PVT Franklin J. Phillips (T-AK-3004)
- Sgt Matej Kocak (T-AK-3005)
- PFC Eugene A. Obregon (T-AK-3006)
- Maj Stephen W. Pless (T-AK-3007)
- 2nd Lt John P. Bobo (T-AK-3008)
- PFC Dewayne T. Williams (T-AK-3009)
- 1st Lt Baldomero Lopez (T-AK-3010)
- 1st Lt Jack Lummus (T-AK-3011)
- Sgt William R. Button (T-AK 3012)
- USNS 1st Lt Harry L. Martin (T-AK-3015)
- USNS LCPL Roy M. Wheat (T-AK-3016)
- USNS GySgt Fred W. Stockham (T-AK-3017)
- Capt Stephen L. Bennett (T-AK-4296)
- Maj Bernard F. Fisher (T-AK-4396)
- Lt John U. D. Page (T-AK-4496)
- SSgt Edward A. Carter Jr. (T-AK-4544)
- A1C William H. Pitsenbarger (T-AK-4638)
- USNS  American Tern (T-AK-4729)
- USNS  Cape Adventurer (T-AK-5005)
- USNS Cape Aide (T-AK-5006)
- USNS Cape Ambassador (T-AK-5007)
- USNS Banner (T-AK-5008)
- USNS Cape Ann (T-AK-5009)
- USNS Cape Alexander (T-AK-5010)
- USNS Cape Archway (T-AK-5011)
- USNS Cape Alava (T-AK-5012)
- USNS Cape Avinoff (T-AK-5013)
- USNS Cape Agent (T-AK-5015)
- USNS Lake (T-AK-5016)
- USNS Pride (T-AK-5017)
- USNS Scan (T-AK-5018)
- USNS Courier (T-AK-5019)
- USNS Cape John (T-AK-5022)
- USNS Del Viento (T-AK-5026)
- Cape Jacob (T-AK-5029)
- USNS Cape Chalmers (T-AK-5036)
- USNS Cape Canso (T-AK-5037)
- USNS Cape Charles (T-AK-5038)
- USNS Cape Clear (T-AK-5039)
- USNS Cape Canaveral (T-AK-5040)
- USNS Cape Cod (T-AK-5041)
- USNS Cape Carthage (T-AK-5042)
- USNS Cape Catoche (T-AK-5043)
- USNS Gulf Banker (T-AK-5044)
- USNS Gulf Farmer (T-AK-5045)
- USNS Gulf Merchant (T-AK-5046)
- USNS Del Monte (T-AK-5049)
- USNS Del Valle (T-AK-5050)
- Cape Gibson (T-AK 5051)
- USNS Cape Breton (T-AK-5056)
- USNS Cape Bover (T-AK-5057)
- USNS Cape Borda (T-AK-5058)
- Enterprise (T-AK-5059)
- USNS Cape Blanco (T-AK-5060)
- Cape Fear (T-AK-5061)
- USNS Cape Flattery (T-AK-5070)
- Cape Florida (T-AK-5071)
- Cape Farewell (T-AK-5073)
- USNS Cape Catawba (T-AK-5074)
- Cape Johnson (T-AK-5075)
- Cape Juby (T-AK-5077)
- USNS LTC Calvin P. Titus (T-AK-5089)
- USNS SP5 Eric C. Gibson (T-AK-5091)
- USNS Jeb Stuart (T-AK-9204)
- USNS Buffalo Soldier (T-AK-9301)
- USNS American Merlin (T-AK-9302)
- USNS American Kestrel (T-AK-9651)
- USNS Noble Star (T-AK-9653)
- USNS Green Ridge (T-AK-9655)
- USNS Advantage (T-AK-9682)

## Fracht-Dockschiffe (T-AKD)

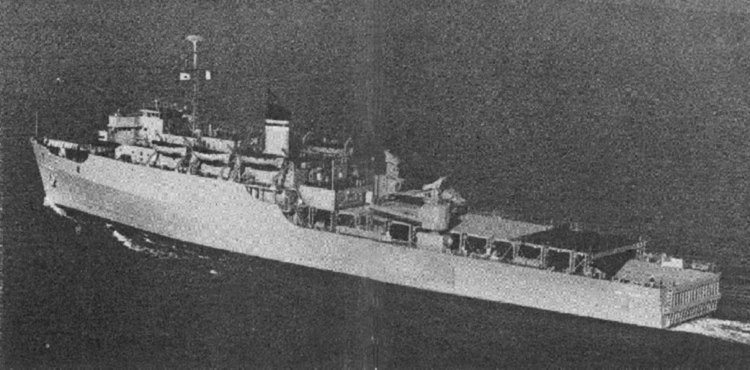
USNS Point Barrow

- USNS Point Barrow (T-AKD-1)

## Versorgungsfrachtschiffe (T-AKE)
- USNS Lewis and Clark (T-AKE-1)
- USNS Sacagawea (T-AKE-2)
- USNS Alan Shepard (T-AKE-3)
- USNS Richard E. Byrd (T-AKE-4)
- USNS Robert E. Peary (T-AKE-5)
- USNS Amelia Earhart (T-AKE-6)
- USNS Carl Brashear (T-AKE-7)
- USNS Wally Schirra (T-AKE-8)

## Leichte Frachtschiffe (AKL)

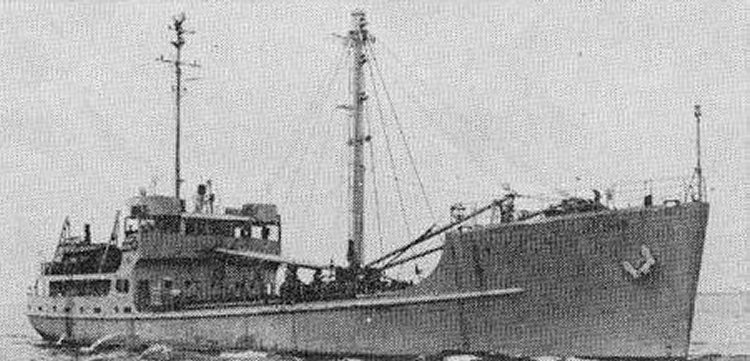
USS New Bedford

- USS Camano (AKL-1)
- USS Deal (AKL-2)
- USS Elba (AKL-3)
- USS Errol (AKL-4)
- USS Estero (AKL-5)
- USS Jekyl (AKL-6)
- USS Metomkin (AKL-7)
- USS Rogue (AKL-8)
- USS Ryer (AKL-9)
- USS Sharps (AKL-10)
- USS Torry (AKL-11)
- USS Mark (AKL-12)
- USNS Tingles (T-AKL-13)
- USS Hewell (AKL-14)
- USS AKL-15
- USS AKL-16
- USS New Bedford (AKL-17)
- USS AKL-18
- USS AKL-19
- USNS T-AKL-20
- USS AKL-21
- USS AKL-22
- USS AKL-22
- USS AKL-24
- USS Banner (AKL-25)
- USS AKL-26
- USNS T-AKL-27
- USS Brule (AKL-28)
- USS AKL-29
- USS AKL-30
- USS AKL-31
- USS AKL-32
- USS AKL-33
- USS AKL-34
- USS AKL-35
- USS AKL-36
- USS Alcyone (AKL-37)
- USS Alhena (AKL-38)
- USS Almaack (AKL-39)
- USS Deimos (AKL-40)
- USS AKL-41
- USS Renate (AKL-42)
- USS AKL-43
- USS Pueblo  (AKL-44)
- USS Palm Beach (AKL-45)
- USNS Redbud (T-AKL-398)

## Sperrmittel-Transportschiffe (AKN)

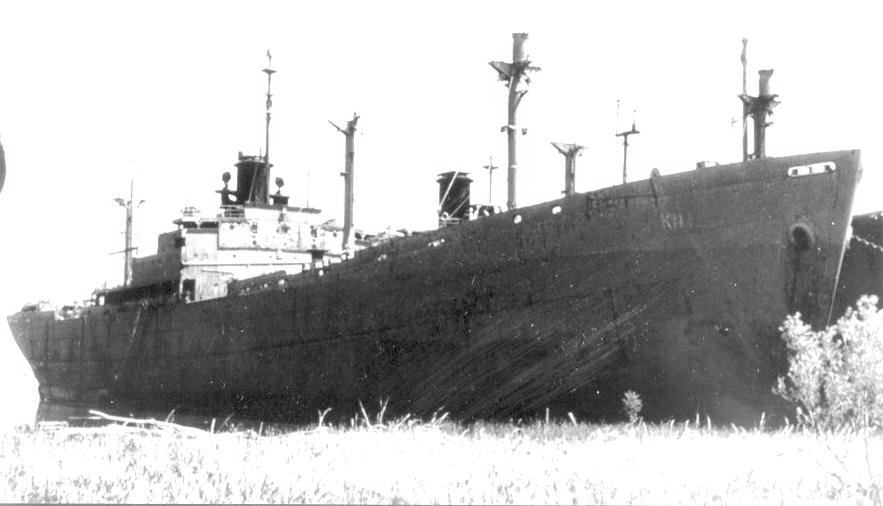
USS Indus

- USS Indus (AKN-1)
- USS Sagittarius (AKN-2)
- USS Tuscana (AKN-3)
- USS Keokuk (AKN-4)
- USS Zebra (AKN-5)
- USS Galilea (AKN-6)

## Fahrzeug-Transportschiffe (T-AKR)
- Comet (T-AKR-7)
- Meteor (T-AKR-9)
- Cape Island (T-AKR-10)
- Cape Intrepid (T-AKR-11)
- Cape Texas (T-AKR-112)
- Cape Taylor (T-AKR-113)
- USNS Algol (T-AKR-287)
- USNS Bellatrix (T-AKR-288)
- USNS Denebola (T-AKR-289)
- USNS Pollux (T-AKR-290)
- USNS Altair (T-AKR-291)
- USNS Regulus (T-AKR-292)
- USNS Capella (T-AKR-293)
- USNS Antares (T-AKR-294)
- USNS Shughart (T-AKR-295)
- USNS Gordon (T-AKR-296)
- USNS Yano (T-AKR-297)
- USNS Gilliland (T-AKR-298)
- USNS Soderman (T-AKR-299)
- USNS Bob Hope (T-AKR-300)
- USNS Fisher (T-AKR-301)
- USNS Seay (T-AKR-302)
- USNS Mendonca (T-AKR-303)
- USNS Pililaau (T-AKR-304)
- USNS Brittin (T-AKR-305)
- USNS Benavidez (T-AKR-306)
- USNS Watson (T-AKR-310)
- USNS Sisler (T-AKR-311)
- USNS Dahl (T-AKR-312)
- USNS Red Cloud (T-AKR-313)
- USNS Charlton (T-AKR-314)
- USNS Watkins (T-AKR-315)
- USNS Pomeroy (T-AKR-316)
- USNS Soderman (T-AKR-317)

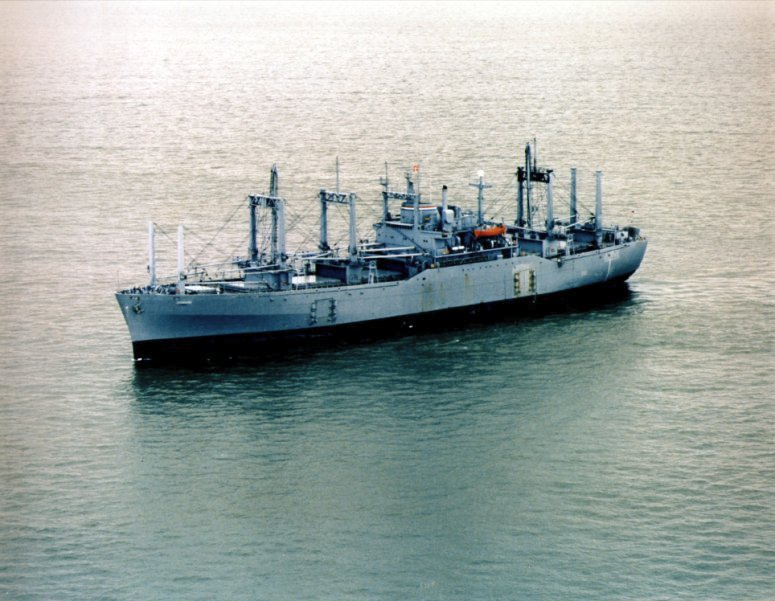
Comet (T-AKR-7)

- GTS Adm Wm M. Callaghan (T-AKR-1001)
- Cape Nome (T-AKR-1014)
- Cape Orlando (T-AKR-2044)
- Cape Ducato (T-AKR-5051)
- Cape Douglas (T-AKR-5052)
- Cape Domingo (T-AKR-5053)
- Cape Decision (T-AKR-5054)
- Cape Diamond (T-AKR-5055)
- Cape Isabel (T-AKR-5062)
- Cape May (T-AKR-5063)
- Cape Mendocino (T-AKR-5064)
- Cape Mohican (T-AKR-5065)
- Cape Hudson (T-AKR-5066)
- Cape Henry (T-AKR-5067)
- Cape Horn (T-AKR-5068)
- Cape Edmont (T-AKR-5069)
- Cape Flattery (T-AKR-5070)
- Cape Inscription (T-AKR-5076)
- Cape Lambert (T-AKR-5077)
- Cape Lobos (T-AKR-5078)
- Cape Knox (T-AKR-5082)
- Cape Kennedy (T-AKR-5083)
- Cape Vincent (T-AKR-9666)
- Cape Rise (T-AKR-9678)
- Cape Ray (T-AKR-9679)
- Cape Victory (T-AKR-9701)
- Cape Trinity (T-AKR-9711)
- Cape Race (T-AKR-9960)
- Cape Washington (T-AKR-9961)
- Cape Wrath (T-AKR-9962)

## Material-Ausgabeschiffe (AKS)

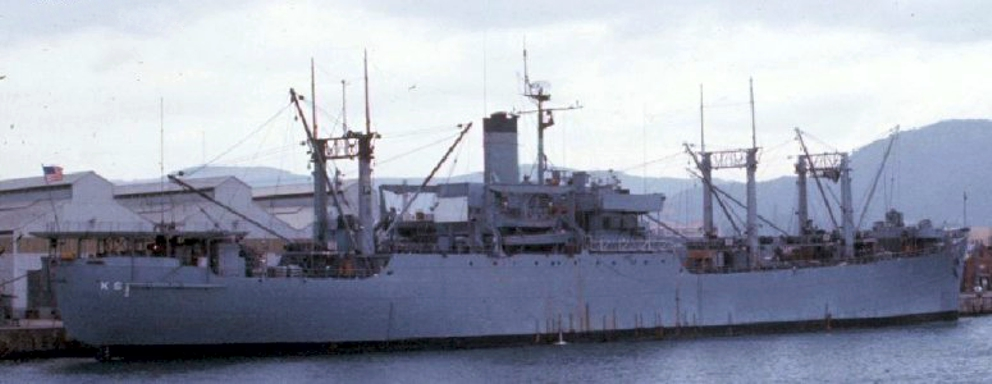
USS Castor

- USS Castor (AKS-1)
- USS Pollux (AKS-2)
- USS Antares (AKS-3)
- USS Pollux (AKS-4)
- USS Acubens (AKS-5)
- USS Kochab (AKS-6)
- USS Luna (AKS-7)
- USS Tolita (AKS-8)
- USS Volans (AKS-9)
- USS Cybele (AKS-10)
- USS Gratia (AKS-11)
- USS Hecuba (AKS-12)
- USS Hesperia (AKS-13)
- USS Iolanda (AKS-14)
- USS Liguria (AKS-15)
- USS Blackford (AKS-16)
- USS Dorchester (AKS-17)
- USS Kingman (AKS-18)
- USS Presque Isle (AKS-19)
- USS Mercury (AKS-20)
- USS Belle Isle (AKS-21)
- USS Coasters Harbor (AKS-22)
- USS Cuttyhunk Island (AKS-23)
- USS Avery Island (AKS-24)
- USS Indian Island (AKS-25)
- USS Kent Island (AKS-26)
- USS Electron (AKS-27)
- USS Proton (AKS-28)
- USS Colington (AKS-29)
- USS League Island (AKS-30)
- USS Chimon (AKS-31)
- USS Altair (AKS-32)
- USS Antares (AKS-33)

## Flugzeugfähren (AKV, T-AKV)

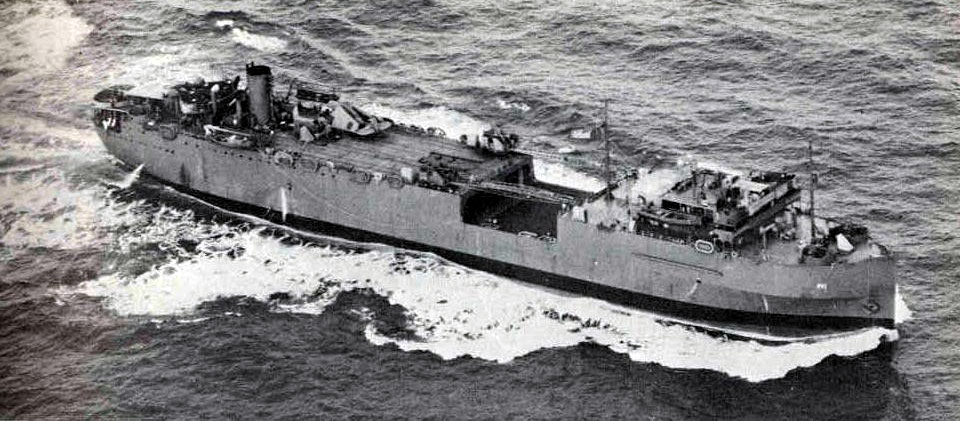
USS Kitty Hawk

(AKV-8 bis -43: ehemalige Geleitflugzeugträger)
- USS Kitty Hawk (AKV-1)
- USS Hammondsport (AKV-2)
- USNS LT. James E. Robinson (T-AKV-3)
- USNS Pvt Joseph F. Merrell (T-AKV-4)
- USNS Sgt Jack J. Pendelton (T-AKV-5)
- USNS Albert M Boe (T-AKV-6)
- USNS Cardinal O'Connell (T-AKV-7)
- USS Kula Gulf (AKV-8)
- USS Cape Gloucester (AKV-9)
- USS Salerno Bay (AKV-10)
- USS Vella Gulf (AKV-11)
- USS Siboney (AKV-12)
- USS Puget Sound (AKV-13)
- USS Rendova (AKV-14)
- USS Bairoko (AKV-15)
- USS Badoeng Strait (AKV-16)
- USS Saidor (AKV-17)
- USS Sicily (AKV-18)
- USS Point Cruz (AKV-19)
- USS Mindoro (AKV-20)
- USS Rabaul (AKV-21)
- USS Palau (AKV-22)
- USS Tinian (AKV-23)
- USS Nehenta Bay (AKV-24)
- USS Hoggatt Bay (AKV-25)
- USS Kadashan Bay (AKV-26)
- USS Marcus Island (AKV-27)
- USS Savo Island (AKV-28)
- USS Rudyerd Bay (AKV-29)
- USS Sitkoh Bay (AKV-30)
- USS Takanis Bay (AKV-31)
- USS Lunga Point (AKV-32)
- USS Hollandia (AKV-33)
- USS Kwajalein (AKV-34)
- USS Bougainville (AKV-35)
- USS Matanikau (AKV-36)
- USS Commencement Bay (AKV-37)
- USS Block Island (AKV-38)
- USS Gilbert Islands (AKV-39)
- USS Card (AKV-40)
- USS Core (AKV-41)
- USS Breton (AKV-42)
- USS Croatan (AKV-43)

## Netzleger (AN)
- USS Monitor (AN-1)
- USS Montauk (AN-2)
- USS Osage (AN-3)
- USS Saugus (AN-4)
- USS Keokuk (AN-5)
- USS Aloe (AN-6)
- USS Ash (AN-7)
- USS Boxwood (AN-8)
- USS Butternut (AN-9)
- USS Catalpa (AN-10)
- USS Chestnut (AN-11)
- USS Cinchona (AN-12)
- USS Buckeye (AN-13)
- USS Buckthorn (AN-14)
- USS Ebony (AN-15)
- USS Eucalyptus (AN-16)
- USS Chinquapin (AN-17)
- USS Gum Tree (AN-18)
- USS Holly (AN-19)
- USS Elder (AN-20)
- USS Larch (AN-21)
- USS Locust (AN-22)
- USS Mahogany (AN-23)
- USS Mango (AN-24)
- USS Hackberry (AN-25)
- USS Mimosa (AN-26)
- USS Mulberry (AN-27)
- USS Palm (AN-28)
- USS Hazel (AN-29)
- USS Redwood (AN-30)
- USS Rosewood (AN-31)

- USS Sandalwood (AN-32)
- USS Nutmeg (AN-33)
- USS Teaberry (AN-34)
- USS Teak (AN-35)
- USS Pepperwood (AN-36)
- USS Yew (AN-37)
- USS Alianthus (AN-38)
- USS Bitterbush (AN-39)
- USS Anaqua (AN-40)
- USS Baretta (AN-41)
- USS Cliffrose (AN-42)
- USS Satinleaf (AN-43)
- USS Corkwood (AN-44)
- USS Cornel (AN-45)
- USS Mastic (AN-46)
- USS Canotia (AN-47)
- USS Lancewood (AN-48)
- USS Papaya (AN-49)
- USS Cinnamon (AN-50)
- USS Silverbell (AN-51)
- USS Snowbell (AN-52)
- USS Spicewood (AN-53)
- USS Manchineel (AN-54)
- USS Torchwood (AN-55)
- USS Winterberry (AN-56)
- USS Viburnum (AN-57)
- USS Abele (AN-58)
- USS Terebinth (AN-59)
- USS Catclaw (AN-60)
- USS Chinaberry (AN-61)
- USS Hoptree (AN-62)
- USS Whitewood (AN-63)
- USS Palo Blanco (AN-64)
- USS Palo Verde (AN-65)
- USS Pinon (AN-66)
- USS Shellbark (AN-67)
- USS Silverleaf (AN-68)
- USS Stagbush (AN-69)
- USS Allthorn (AN-70)
- USS AN-71
- USS Yaupon (AN-72)

USS Monitor

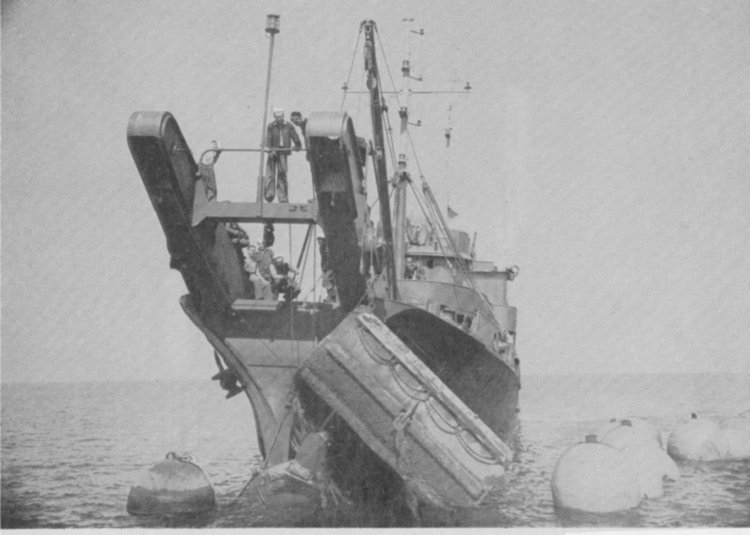
USS Sandalwood legt Netze

- Von AN-73 bis AN-77 wurden die Schiffe an Großbritannien ausgeliehen
- USS Cohoes (AN-78)
- USS Etlah (AN-79)
- USS Suncook (AN-80)
- USS Manayunk (AN-81)
- USS Marietta (AN-82)
- USS Nahant (AN-83)
- USS Naubuc (AN-84)
- USS Oneota (AN-85)
- USS Passaconaway (AN-86)
- USS Passaic (AN-87)
- USS Shakamaxon (AN-88)
- USS Tonawanda (AN-89)
- USS Tunxis (AN-90)
- USS Waxsaw (AN-91)
- USS Yazoo (AN-92)

## Öltanker (AO, T-AO)

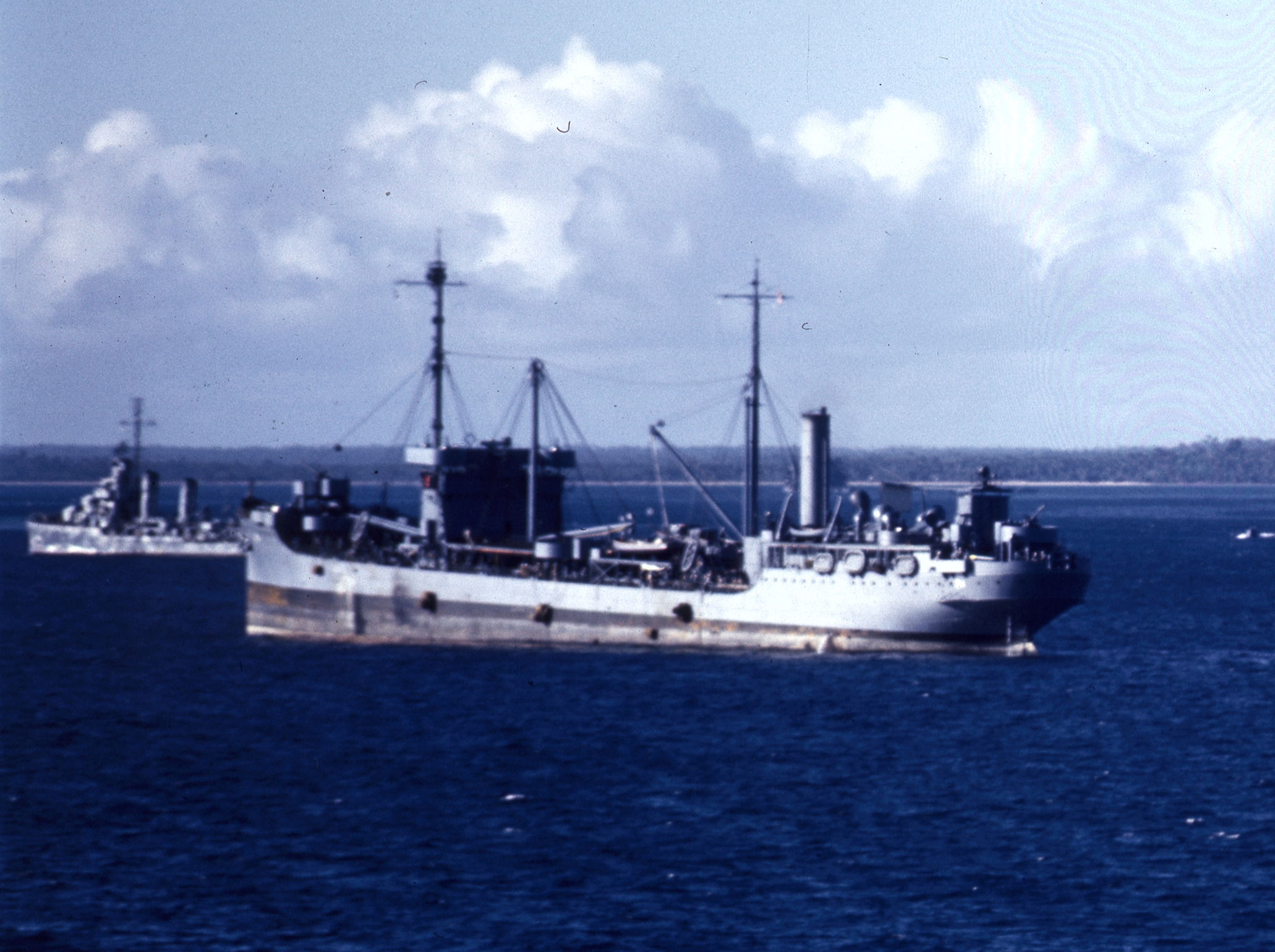
USS Kanawha

- USS Kanawha (AO-1)
- USS Maumee (AO-2)
- USS Cuyama (AO-3)
- USS Brazos (AO-4)
- USS Neches (AO-5)
- USS Pecos (AO-6)
- USS Arethusa (AO-7)
- USS Sara Thompson (AO-8)
- USS Patoka (AO-9)
- USS Alameda (AO-10)
- USS Sapelo (AO-11)
- USS Ramapo (AO-12)
- USS Trinity (AO-13)
- USS Robert L Barnes (AO-14)
- USS Kaweah (AO-15)
- USS Laramie (AO-16)
- USS Mattole (AO-17)
- USS Rapidan (AO-18)
- USS Salinas (AO-19)
- USS Sepulga (AO-20)
- USS Tippecanoe (AO-21)
- USS Cimarron (AO-22)
- USS Neosho (AO-23)
- USS Platte (AO-24)
- USS Sabine (AO-25)
- USS Salamonie (AO-26)
- USS Kaskaskia (AO-27)
- USS Sangamon (AO-28)
- USS Santee (AO-29)
- USS Chemung (AO-30)
- USS Chanango (AO-31)
- USS Guadalupe (AO-32)
- USS Suwannee (AO-33)
- USS Chicopee (AO-34)
- USS Housatonic (AO-35)
- USS Kennebec (AO-36)
- USS Merrimack (AO-37)
- USS Winooski (AO-38)
- USS Kankakee (AO-39)
- USS Lackawanna (AO-40)
- USS Mattaponi (AO-41)
- USS Monongahela (AO-42)
- USS Tappahannock (AO-43)
- USS Patuxent (AO-44)
- USS Big Horn (AO-45)
- USS Victoria (AO-46)
- USS Neches (AO-47)
- USS Neosho (AO-48)
- USS Suamico (AO-49)
- USS Tallulah (AO-50)
- USS Ashtabula (AO-51)
- USS Cacapon (AO-52)
- USS Caliente (AO-53)
- USS Chikaskia (AO-54)
- USS Elokomin (AO-55)
- USS Aucilla (AO-56)
- USS Marias (AO-57)
- USS Manatee (AO-58)
- USS Mississinewa (AO-59)
- USS Nantahala (AO-60)
- USS Severn (AO-61)
- USS Taluga (AO-62)
- USS Chipola (AO-63)
- USS Tolovana (AO-64)
- USS Pecos (AO-65)
- USS Atascosa (AO-66)
- USS Cache (AO-67)
- USS Chiwawa (AO-68)
- USS Enoree (AO-69)
- USS Escalante (AO-70)
- USS Neshanic (AO-71)
- USS Niobrara (AO-72)
- USS Millicoma (AO-73)
- USS Saranac (AO-74)
- USS Saugatuck (AO-75)
- USS Schuylkill (AO-76)
- USS Cossatot (AO-77)
- USS Chepachet (AO-78)
- USS Cowanesque (AO-79)
- USS Escambia (AO-80)
- USS Kennebago (AO-81)
- USS Cahaba (AO-82)
- USS Mascoma (AO-83)
- USS Olkawaha (AO-84)
- USS Pamanset (AO-85)
- USS Ponaganset (AO-86)
- USS Sebec (AO-87)
- USS Tomahawk (AO-88)
- USS Pasig (AO-89)
- USS Shikellamy (AO-90)
- USS Pasig (AO-91)
- USS Abatan (AO-92)
- USS Soubarissen (AO-93)
- USS Anacostia (AO-94)
- USS Caney (AO-95)
- USS Tamalpais (AO-96)
- USS Allagash (AO-97)
- USS Caloosahatchee (AO-98)
- USS Canisteo (AO-99)
- USS Chukawan (AO-100)
- USS Cohocton (AO-101)
- USS Concho (AO-102)
- USS Conecuh (AO-103)
- USS Contoocook (AO-104)
- USS Mispillion (AO-105)
- USS Navasota (AO-106)
- USS Passumpsic (AO-107)
- USS Pawcatuck (AO-108)
- USS Waccamaw (AO-109)
- USS Conecuh (AO-110)
- USNS Mission Buenaventura (AO-111)
- USNS Mission Capistrano (AO-112)
- USNS Mission Carmel (AO-113)
- USNS Mission De Pala (AO-114)
- USNS Mission Dolores (AO-115)
- USNS Mission Loreto (AO-116)
- USNS Mission Los Angeles (AO-117)
- USNS Mission Purisma (AO-118)
- USNS Mission San Antonio (AO-119)
- USNS Mission San Carlos (AO-120)
- USNS Mission San Diego (AO-121)
- USNS Mission San Fernando (AO-122)
- USNS Mission San Francisco (AO-123)
- USNS Mission San Gabriel (AO-124)
- USNS Mission San Jose (AO-125)
- USNS Mission San Juan (AO-126)
- USNS Mission San Luis Obispo (AO-127)
- USNS Mission San Luis Rey (AO-128)
- USNS Mission San Miguel (AO-129)
- USNS Mission San Rafael (AO-130)
- USNS Mission Santa Barbara (AO-131)
- USNS Mission Santa Clara (AO-132)
- USNS Mission Santa Cruz (AO-133)
- USNS Mission Santa Ynez (AO-134)
- USNS Mission Solano (AO-135)
- USNS Mission Soledad (AO-136)
- USNS Mission Santa Ana (AO-137)
- USS Cedar Creek (AO-138)
- USS Muir Woods (AO-139)
- USS Pioneer Valley (AO-140)
- USS Sappa Creek (AO-141)
- USS Shawnee Trail (AO-142)
- USS Neosho (AO-143)
- USNS Mississinewa (T-AO-144)
- USS Hassayampa (AO-145)
- USS Kawishiwi (AO-146)
- USS Truckee (AO-147)
- USS Ponchatoula (AO-148)
- USNS Maumee (T-AO-149)
- USS Potomac (AO-150)
- USNS Shoshone (T-AO-151)
- USNS Yukon (T-AO-152)
- USNS Cumberland (T-AO-153)
- USNS Lynchburg (T-AO-154)
- USNS Roanoke (T-AO-155)
- USNS Bull Run (T-AO-156)
- USNS Paoli (T-AO-157)
- USNS Abigua (T-AO-158)
- USNS French Creek (T-AO-159)
- USNS Logan's Fort (T-AO-160)
- USNS Lone Jack (T-AO-161)
- USNS Memphis (T-AO-162)
- USNS Parkersburg (T-AO-163)
- USNS Petrolite (T-AO-164)
- USNS American Explorer (T-AO-165)
- USNS Sealift Pacific (T-AO-168)
- USNS Sealift Arabian Sea (T-AO-169)
- USNS Sealift China Sea (T-AO-170)
- USNS Sealift Indian Ocean (T-AO-171)
- USNS Sealift Atlantic (T-AO-172)
- USNS Sealift Mediterranean (T-AO-173)
- USNS Sealift Caribbean (T-AO-174)
- USNS Sealift Arctic (T-AO-175)
- USNS Sealift Antarctic (T-AO-176)
- USS Cimarron (AO-177)
- USS Monongahela (AO-178)
- USS Merrimack (AO-179)
- USS Willamette (AO-180)
- USNS Potomac (T-AO-181)
- USNS Columbia (T-AO-182)
- USNS Naches (T-AO-183)
- USNS Hudson (T-AO-184)
- USNS Susquehanna (T-AO-185)
- USS Platte (AO-186)
- USNS Henry J. Kaiser (T-AO-187)
- USNS Joshua Humphreys (T-AO-188)
- USNS John Lenthall (T-AO-189)
- USNS Andrew J. Higgins (T-AO-190)
- USNS Benjamin Isherwood (T-AO-191)
- USNS Henry Eckford (T-AO-192)
- USNS Walter S. Diehl (T-AO-193)
- USNS John Ericsson (T-AO-194)
- USNS Leroy Grumman (T-AO-195)
- USNS Kanawha (T-AO-196)
- USNS Pecos (T-AO-197)
- USNS Big Horn (T-AO-198)
- USNS Tippecanoe (T-AO-199)
- USNS Guadalupe (T-AO-200)
- USNS Patuxent (T-AO-201)
- USNS Yukon (T-AO-202)
- USNS Laramie (T-AO-203)
- USNS Rappahancock (T-AO-204)

## Schnelle Kampfgruppenversorger (AOE, T-AOE)

USS Sacramento

- USS Sacramento (AOE-1)
- USS Camden (AOE-2)
- USS Seattle (AOE-3)
- USS Detroit (AOE-4)
- AOE-5 wurde gestrichen
- USNS Supply (T-AOE-6)
- USNS Ranier (T-AOE-7)
- USNS Arctic (T-AOE-8)
- AOE-9 wurde gestrichen
- USS Bridge (AOE-10)

## Benzintanker (AOG, T-AOG)

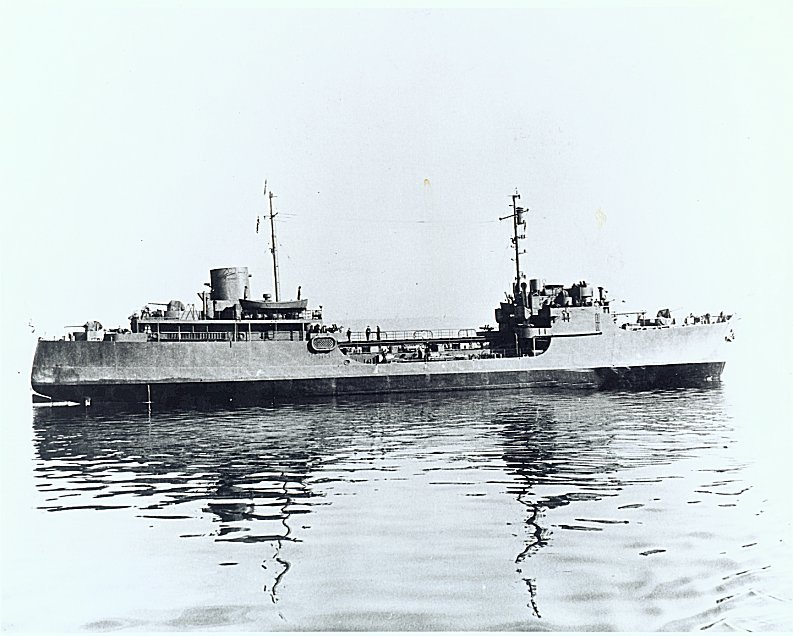
USS Patapsco

- USS Patapsco (AOG-1)
- USS Kern (AOG-2)
- USS Rio Grande (AOG-3)
- USS Wabash (AOG-4)
- USS Susquehanna (AOG-5)
- USS Agawam (AOG-6)
- USS Elkhorn (AOG-7)
- USS Genesee (AOG-8)
- USS Kishwaukee (AOG-9)
- USS Nemasket (AOG-10)
- USS Tombigbee (AOG-11)
- USS Halawa (AOG-12)
- USS Kaloli (AOG-13)
- USS Aroostook (AOG-14)
- USS Conasauga (AOG-15)
- USS Guyandot (AOG-16)
- USS Mattawee (AOG-17)
- USS Pasquotank (AOG-18)
- USS Sakatonchee (AOG-19)
- USS Seekonk (AOG-20)
- USS Sequatchie (AOG-21)
- USS Wautauga (AOG-22)
- USS Ammonusuc (AOG-23)
- USS Sheepscot (AOG-24)
- USS Calamus (AOG-25)
- USS Chiwaukum (AOG-26)
- USS Escatawpa (AOG-27)
- USS Gualala (AOG-28)
- USS Hiwassee (AOG-29)
- USS Kalamazoo (AOG-30)
- USS Kanawha (AOG-31)
- USS Narraguagas (AOG-32)
- USS Ochlockonee (AOG-33)
- USS Oconee (AOG-34)
- USS Ogeechee (AOG-35)
- USS Ontonagon (AOG-36)
- USS Yahara (AOG-37)
- USS Ponchatoula (AOG-38)
- USS Quastinet (AOG-39)
- USS Sacandaga (AOG-40)
- USS Tetonkaha (AOG-41)
- USS Towaliga (AOG-42)
- USS Tularosa (AOG-43)
- USS Wakulla (AOG-44)
- USS Yacona (AOG-45)
- USS Waupaca (AOG-46)
- USS Shikellamy (AOG-47)
- USS Chehalis (AOG-48)
- USS Chestatee (AOG-49)
- USS Chewaucan (AOG-50)
- USS Maquoketa (AOG-51)
- USS Mattabesset (AOG-52)
- USS Namakogon (AOG-53)
- USS Natchaug (AOG-54)
- USS Nespelen (AOG-55)
- USS Noxubee (AOG-56)
- USS Pecatonica (AOG-57)
- USS Pinnebog (AOG-58)
- USS Wacissa (AOG-59)
- USS Manokin (AOG-60)
- USS Sakonnet (AOG-61)
- USS Conemaugh (AOG-62)
- USS Klaskanine (AOG-63)
- USS Klickitat (AOG-64)
- USS Michigamme (AOG-65)
- USS Nanticoke (AOG-66)
- USS Nordaway (AOG-67)
- USS Peconic (AOG-68)
- USS Petaluma (AOG-69)
- USS Piscataqua (AOG-70)
- USS Quinnebaug (AOG-71)
- USS Sebasticook (AOG-72)
- USS Kiamichi (AOG-73)
- USS Tellico (AOG-74)
- USS Truckee (AOG-75)
- USNS Tonti (T-AOG-76)
- USNS Rincon (T-AOG-77)
- USNS Nodaway (T-AOG-78)
- USNS Petaluma (T-AOG-79)
- USNS Piscataqua (T-AOG-80)
- USNS Alatna (T-AOG-81)
- USNS Chattahoochee (T-AOG-82)

## Flottenversorgungstanker (AOR)

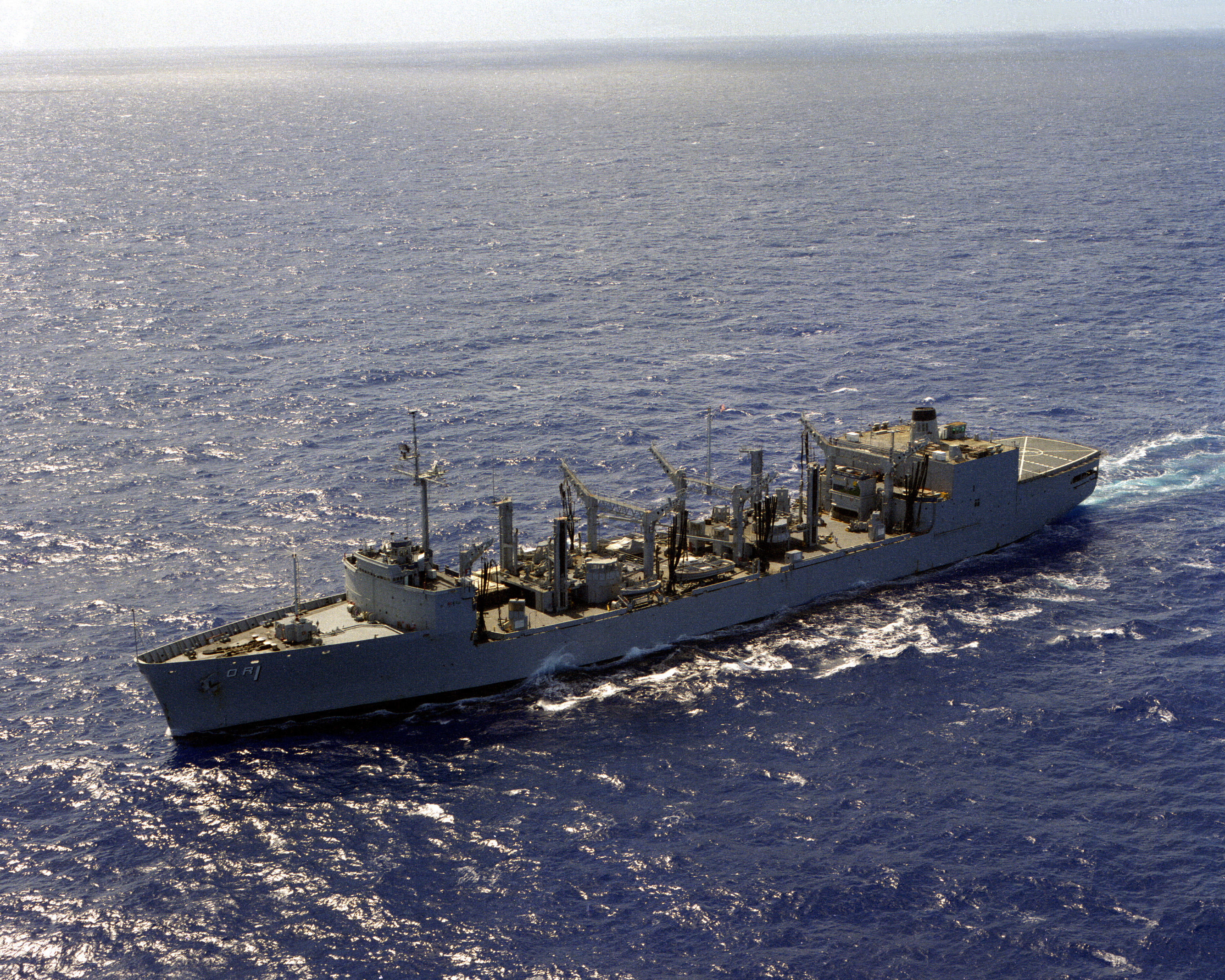
USS Wichita

- USS Wichita (AOR-1)
- USS Milwaukee (AOR-2)
- USS Kansas City (AOR-3)
- USS Savannah (AOR-4)
- USS Wabash (AOR-5)
- USS Kalamazoo (AOR-6)
- USS Roanoke (AOR-7)
- USS Conecuh (AOR-110)

## Transportöltanker (T-AOT)
- USNS Tallulah (T-AOT-50)
- USNS Cache (T-AOT-67)
- USNS Millicoma (T-AOT-73)
- USNS Saugatuck (T-AOT-75)
- USNS Schuylkill (T-AOT-76)
- USNS Cossatot (T-AOT-77)
- Nodaway (T-AOT-78)
- USNS Cowanesque (T-OT-79)
- Alatna (T-AOT-81)
- Chattahoochee (T-AOT-82)
- USNS Waccamaw (T-AOT-109)

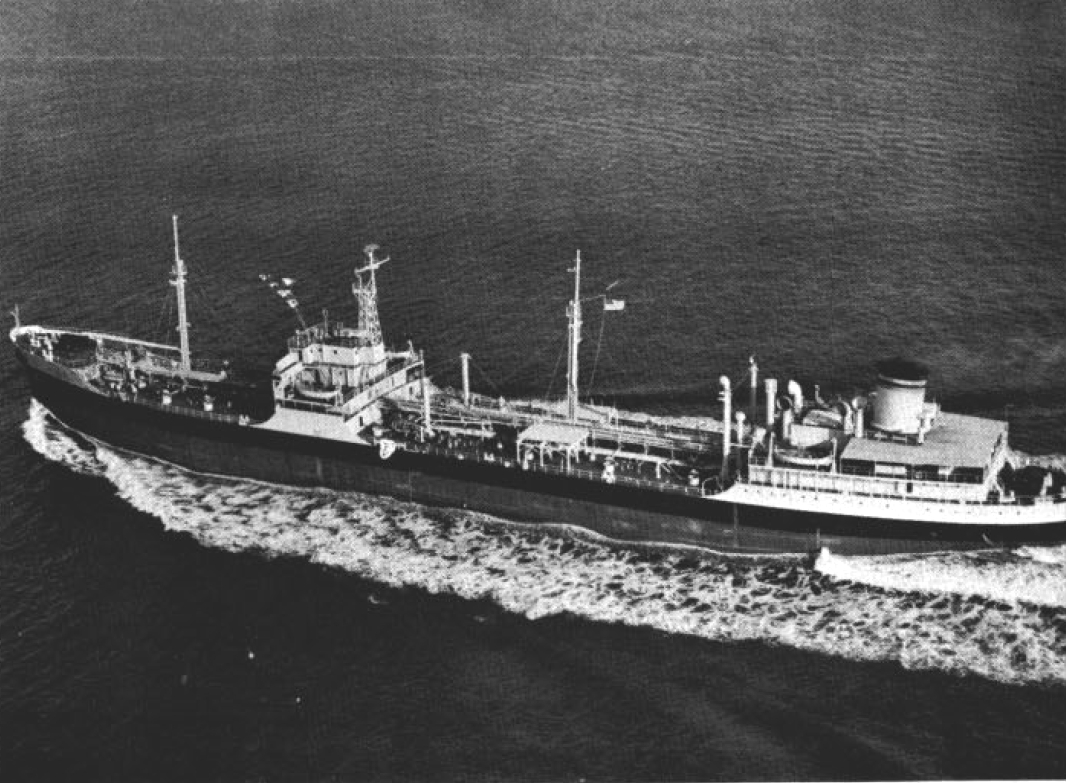
USNS Tallulah

- USNS Mission Santa Ynez (T-AOT-134)
- USNS Maumee (T-AOT-149)
- USNS Shoshone (T-AOT-151)
- USNS Yukon (T-AOT-152)
- USNS American Explorer (T-AOT-165)
- USNS Sealift Pacific (T-AOT-168)
- USNS Sealift Arabian Sea (T-AOT-169)
- USNS Sealift China Sea (T-AOT-170)
- USNS Sealift Indian Ocean (T-AOT-171)
- USNS Sealift Atlantic (T-AOT-172)
- USNS Sealift Mediterranean (T-AOT-173)
- USNS Sealift Caribbean (T-AOT-174)
- USNS Sealift Arctic (T-AOT-175)
- USNS Sealift Antarctic (T-AOT-176)
- Potomac (T-AOT-181)
- USNS Columbia (T-AOT-182)
- USNS Naches (T-AOT-183)
- USNS Hudson (T-AOT-184)
- USNS Susquehanna (T-AOT-185)
- Mission Buenaventura (T-AOT-1012)
- Gus W. Darnell (T-AOT-1121)
- USNS Paul Buck (T-AOT-1122)
- USNS Samuel L. Cobb (T-AOT-1123)
- USNS Richard G. Matthiesen (T-AOT-1124)
- USNS Lawrence H. Gianella (T-AOT-1125)
- Mission Capistrano (T-AOT-5005)
- Mount Washington (T-AOT-5076)

## Transportschiffe (AP, T-AP)
- USS Henderson (AP-1)
- USS Doyan (AP-2)
- USS Hancock (AP-3)
- USS Argonne (AP-4)
- USS Chaumont (AP-5)
- USS William Ward Burrows (AP-6)
- USS Wharton (AP-7)
- USS Harris (AP-8)
- USS Zeilin (AP-9)
- USS McCawley (AP-10)
- USS Barnett (AP-11)
- USS Heywood (AP-12)
- USS George F. Elliott (AP-13)
- USS Fuller (AP-14)
- USS William P Biddle (AP-15)
- USS Neville (AP-16)
- USS Harry Lee (AP-17)
- USS Catlin (AP-19)
- USS Munargo (AP-20)
- USS Wakefield (AP-21)
- USS Mount Vernon (AP-22)
- USS West Point (AP-23)
- USS Orizaba (AP-24)
- USS Leonard Wood (AP-25)
- USS Joseph T. Dickman (AP-26)
- USS Hunter Liggett (AP-27)
- USS Kent (AP-28)
- USS U. S. Grant (AP-29)
- USS Henry T. Allen (AP-30)
- USS Chateau Thierry (AP-31)
- USS St Mihiel (AP-32)
- USS Republic (AP-33)
- USS Franklin Bell (AP-34)
- USS American Legion (AP-35)
- USS President Jackson (AP-37)
- USS President Adams (AP-38)
- USS President Hayes (AP-39)
- USS Crescent City (AP-40)
- USS Stratford (AP-41)
- USS Tasker H. Bliss (AP-42)
- USS Hugh L. Scott (AP-43)
- USS Thomas H. Barry (AP-45)
- USS Joseph Hewes (AP-50)
- USS John Penn (AP-51)
- USS Edward Rutledge (AP-52)
- USS Lafayette (AP-53)
- USS Hermitage (AP-54)
- USS Arthur Middleton (AP-55)
- USS Samuel Chase (AP-56)
- USS George Clymer (AP-57)
- USS Charles Carroll (AP-58)
- USS Thomas Stone (AP-59)
- USS Thomas Jefferson (AP-60)
- USS Monticello (AP-61)
- USS Kenmore (AP-62)
- USS Rochambeau (AP-63)
- USS Monrovia (AP-64)
- USS Calvert (AP-65)
- USS Ancon (AP-66)
- USS Dorothea L Dix (AP-67)

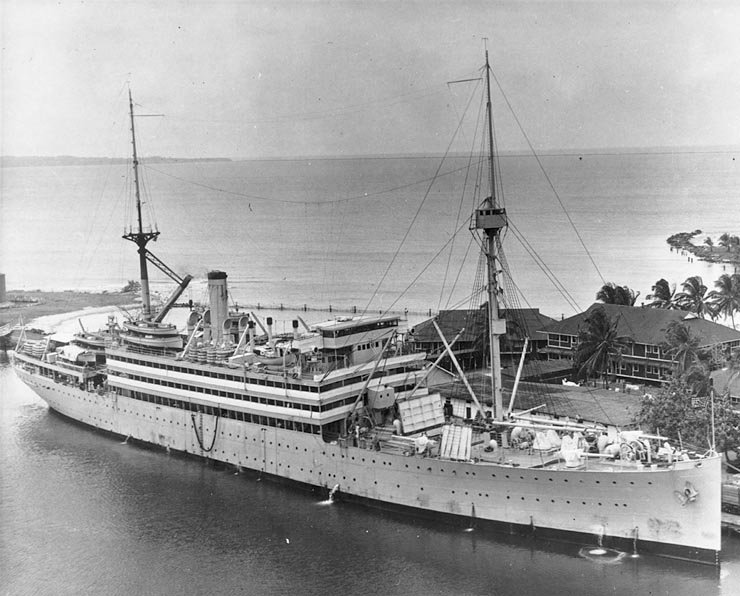
USS Henderson

- USS Alameda (AP-68) – Name wurde vergeben aber nicht benutzt
- USS Elizabeth C. Stanton (AP-69)
- USS Florence Nightingale (AP-70)
- USS Lyon (AP-71)
- USS Susan B. Anthony (AP-72)
- USS Leedstown (AP-73)
- USS Lejeune (AP-74)
- USS Gemini (AP-75)
- USS Anne Arundel (AP-76)
- USS Thurston (AP-77)
- USS Bayfield (AP-78)
- USS Boliver (AP-79)
- USS Callaway (AP-80)
- USS Cambria (AP-81)
- USS Cavalier (AP-82)
- USS Chilton (AP-83)
- USS Clay (AP-84)
- USS Custer (AP-85)
- USS Dupage (AP-86)
- USS Elmore (AP-87)
- USS Fayette (AP-88)
- USS Fremont (AP-89)
- USS Henrico (AP-90)
- USS Knox (AP-91)
- USS Lamar (AP-92)
- USS Leon (AP-93)
- USS Ormsby (AP-94)
- USS Pierce (AP-95)
- USS Sheridan (AP-96)
- USS Sumter (AP-97)
- USS Warren (AP-98)
- USS Wayne (AP-99)
- USS Windsor (AP-100)
- USS Wood (AP-101)
- USS Hotspur (AP-102)
- USS President Polk (AP-103)
- USS President Monroe (AP-104)
- USS George F. Elliott (AP-105)
- USS Catskill (AP-106)
- USS Ozark (AP-107)
- USS Osage (AP-108)
- USS Saugus (AP-109)
- USS General John Pope (AP-110)
- USS General A. E. Anderson (AP-111)
- USS General W. A. Mann (AP-112)
- USS General Henry W. Butner (AP-113)
- USS General William Mitchell (AP-114)
- USS General George M. Randall (AP-115)
- USS General M. C. Meigs (AP-116)
- USS General Walter H. Gordon (AP-117)
- USS General W. P. Richardson (AP-118)
- USS General William Weigel (AP-119)
- USS Admiral W. S. Benson (AP-120)
- USS Admiral W. L. Capps (AP-121)
- USS Admiral R. E. Coontz (AP-122)
- USS Admiral E. W. Eberle (AP-123)
- USS Admiral C. F. Hughes (AP-124)
- USS Admiral H. T. Mayo (AP-125)
- USS Admiral Hugh Rodman (AP-126)
- USS Admiral William S. Simms (AP-127)
- USS Admiral David W. Taylor (AP-128) – abgebrochen am 16. Dezember 1944
- USS Admiral F. B. Upham (AP-129) – abgebrochen am 16. Dezember 1944
- USS General G. O. Squier (AP-130)
- USS General T. H. Bliss (AP-131)
- USS General J. R. Brooke (AP-132)
- USS General Oswald H. Ernst (AP-133)
- USS General R. L. Howze (AP-134)
- USS General W. M. Black (AP-135)
- USS General H. L. Scott (AP-136)
- USS General S. D. Sturgis (AP-137)
- USS General C. G. Morton (AP-138)
- USS General R. E. Callan (AP-139)
- USS General M. B. Stewart (AP-140)
- USS General A. W. Greely (AP-141)
- USS General C. H. Muir (AP-142)
- USS General H. B. Freeman (AP-143)
- USS General H. F. Hodges (AP-144)
- USS General Harry Taylor (AP-145)
- USS General W. F. Hase (AP-146)
- USS General E. T. Collins (AP-147)
- USS General M. L. Hersey (AP-148)
- USS General J. H. McRae (AP-149)
- USS General M. M. Patrick (AP-150)
- USS General W. C. Langfitt (AP-151)
- USS General Omar Bundy (AP-152)
- USS General R. M. Blatchford (AP-153)
- USS General LeRoy Eltinge (AP-154)
- USS General A. W. Brewster (AP-155)
- USS General D. E. Aultman (AP-156)
- USS General C. C. Ballou (AP-157)
- USS General W. G. Haan (AP-158)
- USS General Sturat Heintzelman (AP-159)
- USS Monitor (AP-160)
- USS Montauck (AP-161)
- USS Kenmore (AP-162)
- USS Livingston (AP-163)
- USS De Grasse (AP-164)
- USS Prince Georges (AP-165)
- USS Comet (AP-166)
- USS John Land (AP-167)
- USS War Hawk (AP-168)
- USS Golden City (AP-169)
- USS Winged Arrow (AP-170)
- USS Storm King (AP-171)
- USS Cape Johnson (AP-172)
- USS Herald of the Morning (AP-173)
- USS Arlington (AP-174)
- USS Starlight (AP-175)
- USS General J. C. Breckenridge (AP-176)
- USS Europa (AP-177)
- USNS Frederick Funston (T-AP-178)
- USNS James O'Hara (T-AP-179)
- USNS David C. Shanks (T-AP-180)
- USNS Fred C. Ainsworth (T-AP-181)
- USNS George W. Goethals (T-AP-182)
- USNS Henry Gibbons (T-AP-183)
- USNS Private Elden H. Johnson (T-AP-184)
- USNS Private William H. Thomas (T-AP-185)
- USNS Sgt. Charles E. Mower (T-AP-186)
- USNS Private Joe P. Martinez (T-AP-187)
- USNS Aiken Victory (T-AP-188)
- USNS Lieutenant Raymond O. Beaudoin (T-AP-189)
- USNS Private Sadeo S. Munamori (T-AP-190)
- USNS Sargent. Howard E. Woodford (T-AP-191)
- USNS Sargent Sylvester Antolak (T-AP-192)
- USNS Marine Adder (T-AP-193)
- USNS Marine Lynx (T-AP-194)
- USNS Marine Phoenix (T-AP-195)
- USNS Barrett (T-AP-196)
- USNS Geiger (T-AP-197)
- USNS Upshur (T-AP-198)
- USNS Marine Carp (T-AP-199)
- USNS Marine Serpent (T-AP-202)
- Empire State (T-AP-1001)

## Selbstfahrende Wohnschiffe (APB)

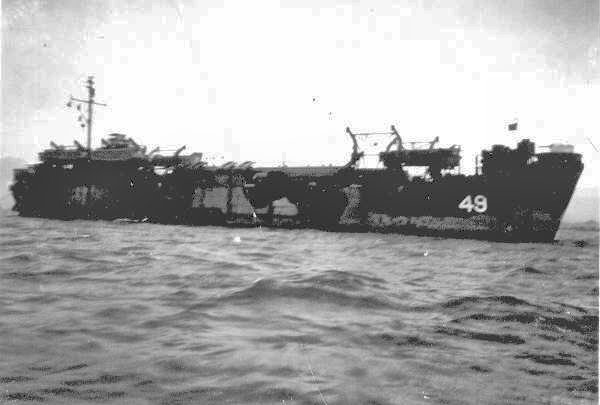
USS Accomac

- USS Accomac (APB-49) – vormals LST-710
- USS Orvetta (IX-157) – vormals S.S. Tampa

## Küstentransportschiffe (APC)

USS Sargent Jonah E Kelly

- USS Sargent Jonah E Kelly (APC-116)
- USS Sargent George D Keathley (APC-117)
- USS Sargent George E Muller (APC-118)

## Kleine Küstentransportschiffe (APc)

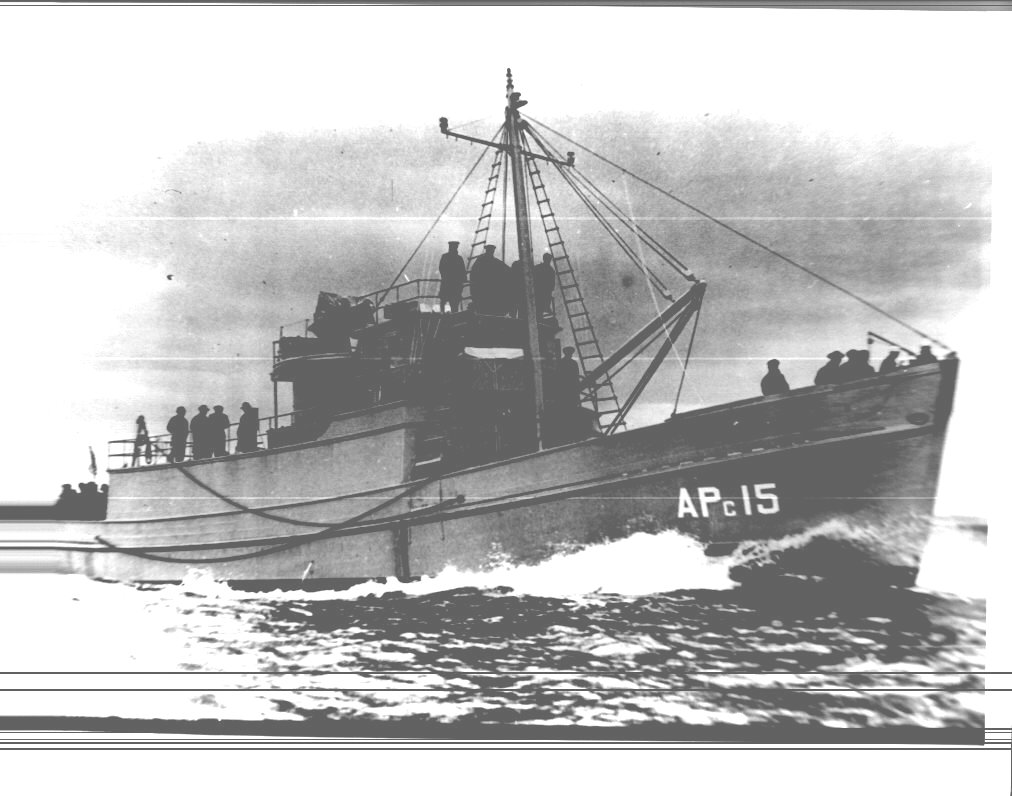
USS APc-15

- USS APc-15
- USS APc-16
- USS APc-17
- USS APc-29
- USS APc-38
- USS APc-42
- USS APc-46
- USS APc-48
- USS APc-101
- USS APc-108
- USS APc-110

## Verwundeten-Transporter (APH)

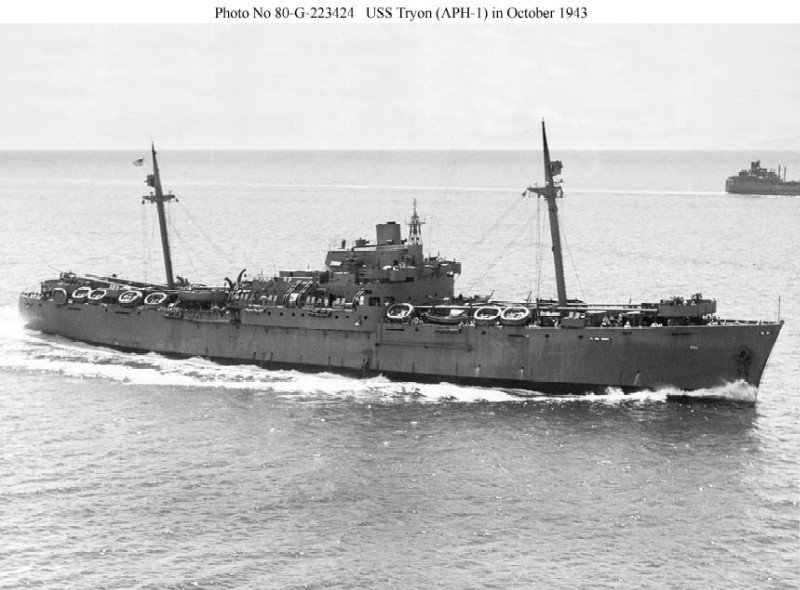
USS Tryon

- USS Tryon (APH-1)
- USS Pinkney (APH-2)
- USS Rixey (APH-3)
- USS Haven (APH-112)
- USS Tranquillity (APH-114)

## Wohnschiffe (APL)

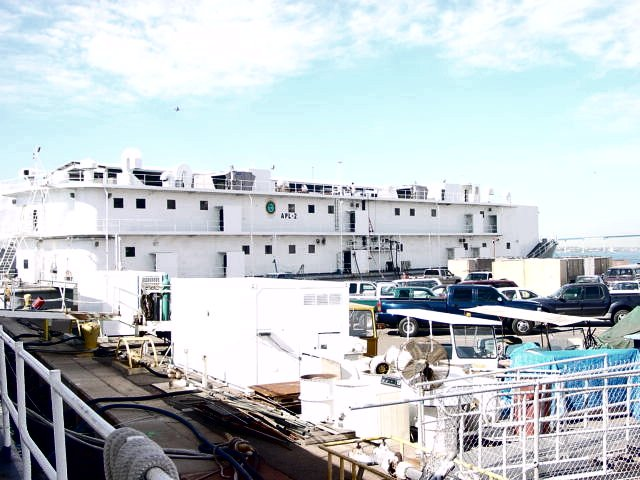
USS APL-2

- USS APL-1
- USS APL-2
- USS APL-3
- USS APL-4
- USS APL-5
- USS APL-6
- USS APL-7
- USS APL-8
- USS APL-9
- USS APL-10
- USS APL-11
- USS APL-12
- USS APL-13
- USS APL-14
- USS APL-15
- USS APL-16
- USS APL-17
- USS APL-18
- USS APL-19
- USS APL-20
- USS APL-21
- USS APL-22
- USS APL-23
- USS APL-24
- USS APL-25
- USS APL-26
- USS APL-27
- USS APL-28
- USS APL-29
- USS APL-30
- USS APL-31
- USS APL-32
- USS APL-33
- USS APL-34
- USS APL-35
- USS APL-36
- USS APL-37
- USS APL-38
- USS APL-39
- USS APL-40
- USS APL-41
- USS APL-42
- USS APL-43
- USS APL-44
- USS APL-45
- USS APL-46
- USS APL-47
- USS APL-48
- USS APL-49
- USS APL-50
- USS APL-51
- USS APL-52
- USS APL-53
- USS APL-54
- USS APL-55
- USS APL-56
- USS APL-57
- USS APL-58
- USS APL-59
- USS APL-60
- USS APL-61
- USS APL-62
- USS APL-63
- USS APL-64
- USS APL-65
- USS APL-66

## Artillerietransportschiffe (APM)

USS Ashland

- USS Ashland (APM-1)
- USS Belle Grove (APM-2)
- USS Carter Hall (APM-3)
- USS Epping Forest (APM-4)
- USS Gunston Hall (APM-5)
- USS Lindenwald (APM-6)
- USS Oak Hill (APM-7)
- USS White Marsh (APM-8)
- USS Lakehurst (APM-9)

## Transporter und Flugzeugfähren (APV)

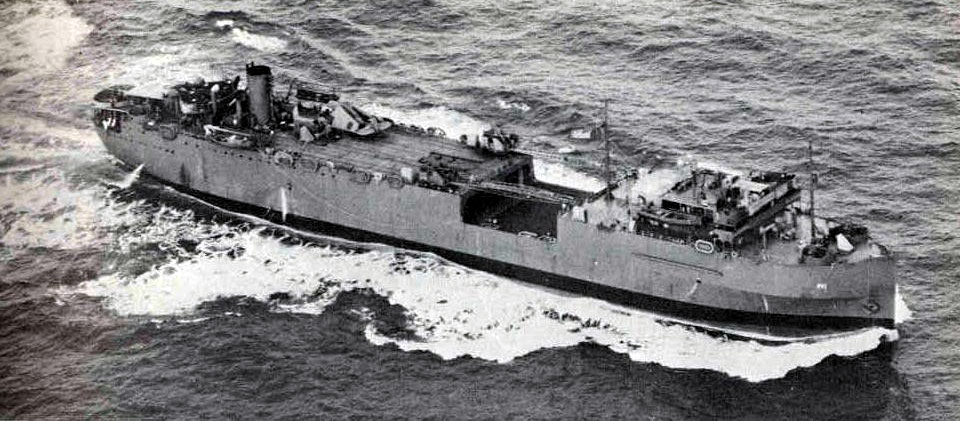
USS Kitty Hawk

- USS Kitty Hawk (APV-1)
- USS Hammondsport (APV-2)
- USS Lakehurst (APV-3)

## Werkstattschiffe (AR)

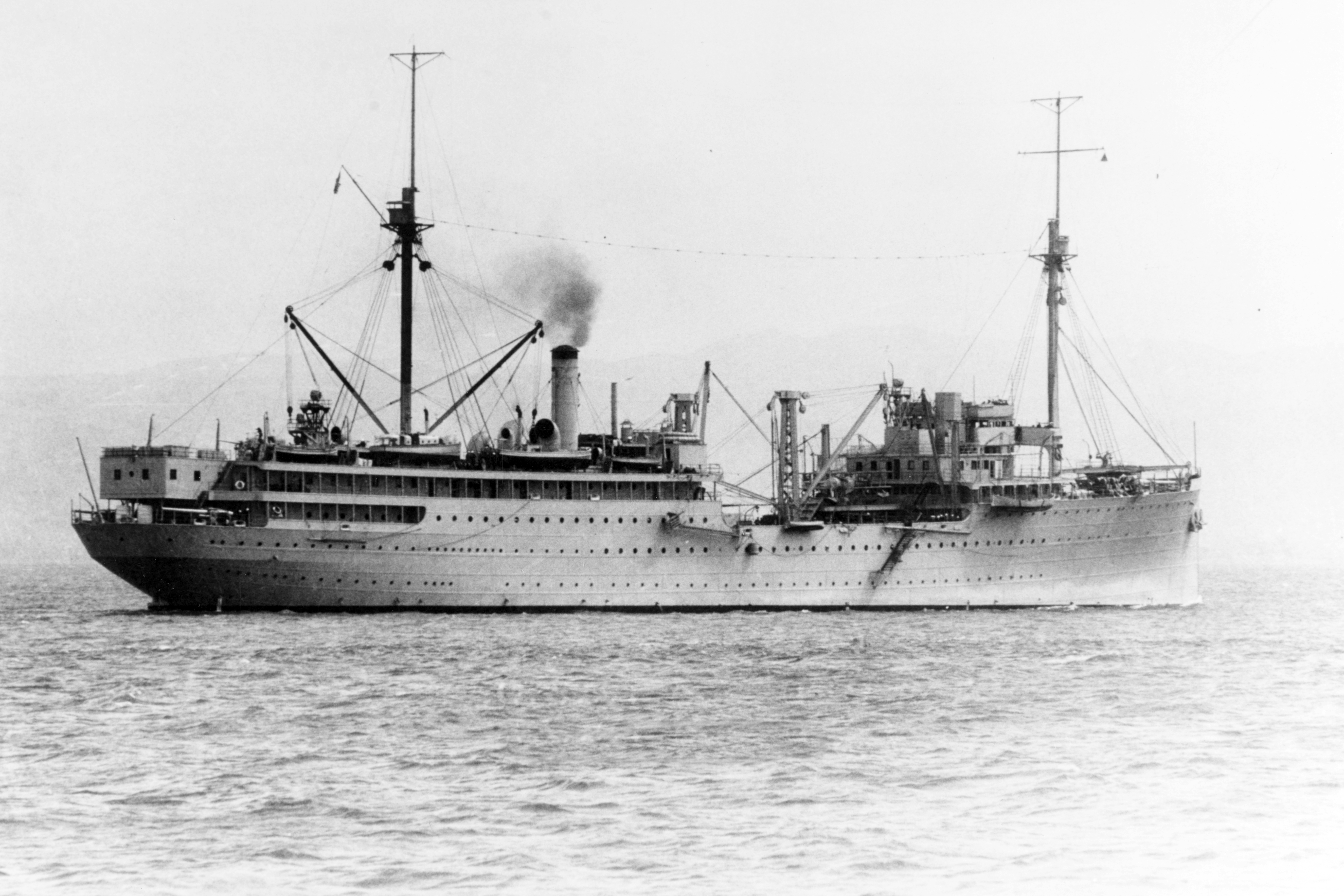
USS Medusa

- USS Medusa (AR-1)
- USS Bridgeport (AR-2)
- USS Prometheus (AR-3)
- USS Vestal (AR-4)
- USS Vulcan (AR-5)
- USS Ajax (AR-6)
- USS Hector (AR-7)
- USS Jason (AR-8)
- USS Delta (AR-9)
- USS Alcor (AR-10)
- USS Rigel (AR-11)
- USS Briareus (AR-12)
- USS Amphion (AR-13)
- USS Cadmus (AR-14)
- USS Mars (AR-16)
- USS Laertes (AR-20)
- USS Dionysus (AR-21)
- USS Klondike (AR-22)
- USS Markab (AR-23)
- USS Grand Canyon (AR-28)

## Gefechtsschäden-Reparaturschiffe (ARB)

USS Aristaeus

- USS Aristaeus (ARB-1)
- USS Oceanus (ARB-2)
- USS Phaon (ARB-3)
- USS Zeus (ARB-4)
- USS Midas (ARB-5)
- USS Nestor (ARB-6)
- USS Sarpedon (ARB-7)
- USS Telamon (ARB-8)
- USS Ulysses (ARB-9)
- USS Demeter (ARB-10)
- USS Diomedes (ARB-11)
- USS Helios (ARB-12)

## Kabel-Reparaturschiffe (ARC)

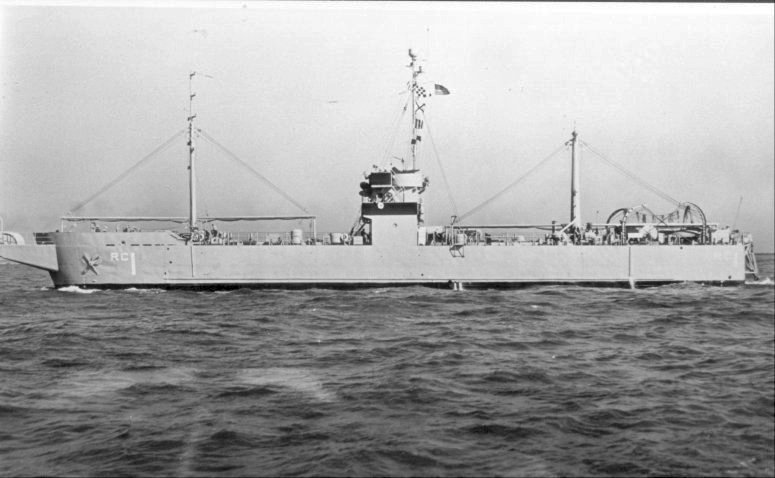
USS Portunus

- USS Portunus (ARC-1)
- USS Neptune (ARC-2)
- USS Aeolus (ARC-3)
- USS Thor (ARC-4)
- USS Yamacraw (ARC-5)
- USNS Albert J Myer (T-ARC-6)
- USNS Zeus (T-ARC-7)

## Motoren-Reparaturschiffe (ARG)

USS Oglala

- USS Oglala (ARG-1)
- USS Luzon (ARG-2)
- USS Mindanao (ARG-3)
- USS Tutuila (ARG-4)
- USS Oahu (ARG-5)
- USS Cebu (ARG-6)
- USS Culebra Island (ARG-7)
- USS Leyte (ARG-8)
- USS Mona Island (ARG-9)
- USS Palawan (ARG-10)
- USS Samar (ARG-11)
- USS Basilan (ARG-12)
- USS Burias (ARG-13)
- USS Dumaran (ARG-14)
- USS Masbate (ARG-15)
- USS Kermit Roosevelt (ARG-16)
- USS Hooper Island (ARG-17)
- USS Holland (ARG-18)
- USS Beaver (ARG-19)
- USS Otus (ARG-20)

## Schiffskörper-Reparaturschiffe (ARH)

USS Jason

- USS Jason (ARH-1)

## Kleine Werkstattschiffe (ARL)

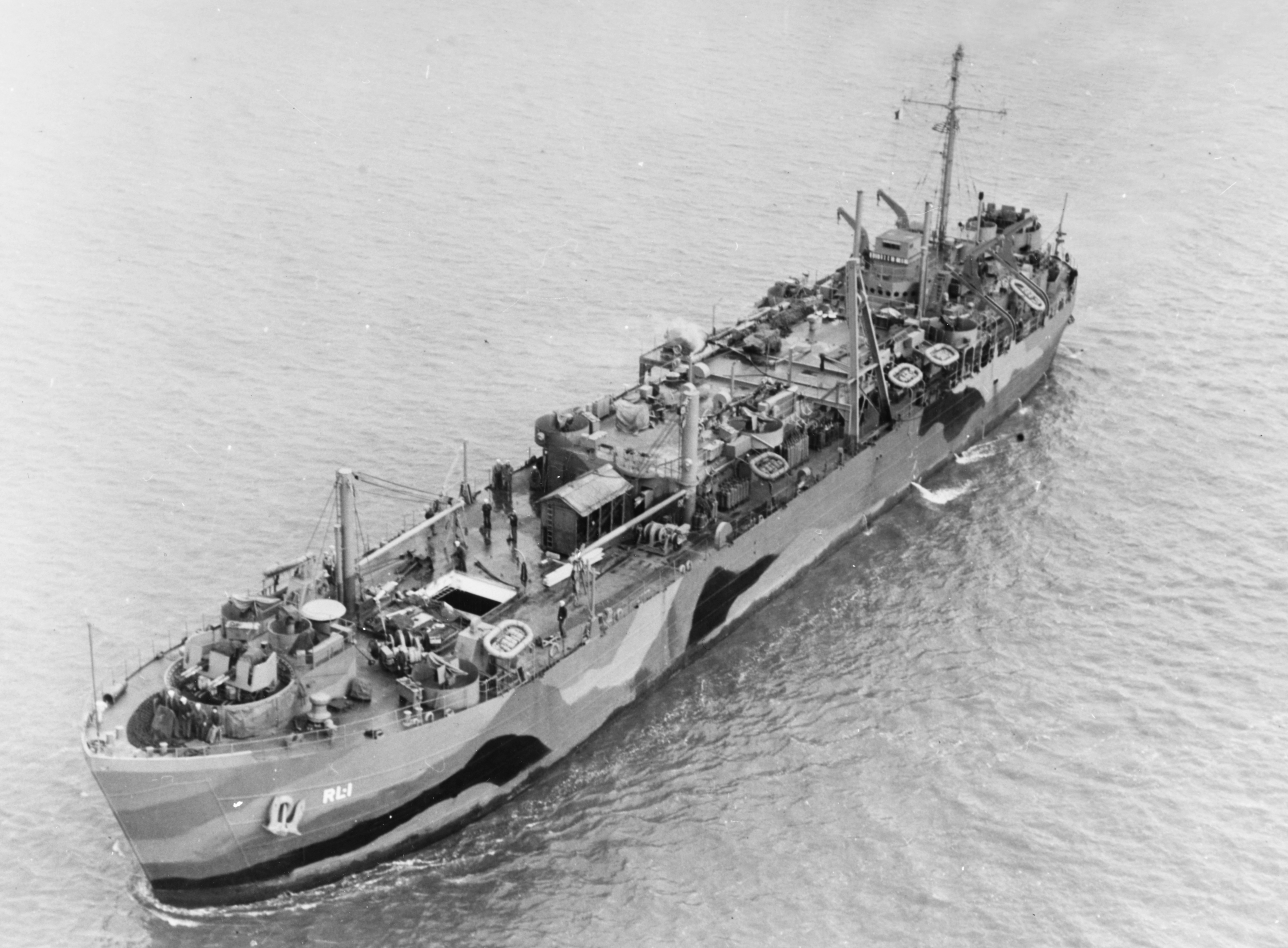
USS Achelous

- USS Achelous (ARL-1) – vormals LST-10
- USS Amycus (ARL-2)
- USS Agenor (ARL-3)
- USS Adonis (ARL-4)
- USS ARL-5
- USS ARL-6
- USS Atlas (ARL-7)
- USS Egeria (ARL-8)
- USS Endymion (ARL-9)
- USS Coronis (ARL-10)
- USS Creon (ARL-11)
- USS Poseidon (ARL-12)
- USS Menelaus (ARL-13)
- USS Minos (ARL-14)
- USS Minotaur (ARL-15)
- USS Myrmidon (ARL-16)
- USS Numitor (ARL-17)
- USS Pandemus (ARL-18)
- USS Patroclus (ARL-19)
- USS Pentheus (ARL-20)
- USS Proserpine (ARL-21)
- USS Romulus (ARL-22)
- USS Satyr (ARL-23)
- USS Sphinx (ARL-24)
- USS Stentor (ARL-26)
- USS Tantalus (ARL-27)
- USS Typhon (ARL-28)
- USS Amphtrite (ARL-29)
- USS Askari (ARL-30)
- USS Bellerophon (ARL-31)
- USS Bellona (ARL-32)
- USS Chimaera (ARL-33)
- USS Daedalus (ARL-34)
- USS Gordius (ARL-35)
- USS Indra (ARL-36)
- USS Krishna (ARL-37)
- USS Quirinus (ARL-38)
- USS Remus (ARL-39)
- USS Achilles (ARL-41) – vormals LST-455
- USS Aelous (ARL-42)
- USS Minerva (ARL-47)

## Bergungsschiffe (ARS)
- USS Viking (ARS-1)
- USS Crusader (ARS-2)
- USS Discoverer (ARS-3)
- USS Redwing (ARS-4)
- USS Diver (ARS-5)
- USS Escape (ARS-6)
- USS Grapple (ARS-7)
- USS Preserver (ARS-8)
- USS Shackle (ARS-9)

USS Viking

- USS Assistance (ARS-10) – wurde nicht bewilligt
- USS Warbler (ARS-11)
- USS Willett (ARS-12)
- USS Anchor (ARS-13)
- USS Protector (ARS-14)
- USS Extractor (ARS-15)
- USS Extricate (ARS-16)
- USS Restorer (ARS-17)
- USS Rescuer (ARS-18)
- USS Cable (ARS-19)
- USS Chain (ARS-20)
- USS Curb (ARS-21)
- USS Current (ARS-22)
- USS Deliver (ARS-23)
- USS Grasp (ARS-24)
- USS Safeguard (ARS-25)
- USS Seize (ARS-26)
- USS Snatch (ARS-27)
- USS Valve (ARS-28)
- USS Vent (ARS-29)
- USS Accelerate (ARS-30)
- USS Harjurand (ARS-31)
- USS Brant (ARS-32)
- USS Clamp (ARS-33)
- USS Gear (ARS-34)
- USS Weight (ARS-35)
- USS Swivel (ARS-36)
- USS Tackle (ARS-37)
- USS Bolster (ARS-38)
- USS Conserver (ARS-39)
- USS Hoist (ARS-40)
- USS Opportune (ARS-41)
- USS Reclaimer (ARS-42)
- USS Recovery (ARS-43)
- USS Retriever (ARS-44) – gestrichen 1945
- USS Skillful (ARS-45) – gestrichen 1945
- USS Support (ARS-46) – gestrichen 1945
- USS Toiler (ARS-47) – gestrichen 1945
- USS Urgent (ARS-48) – gestrichen 1945
- USS Willing (ARS-49) – gestrichen 1945
- USS Safeguard (ARS-50)
- USS Grasp (ARS-51)
- USNS Salvor (T-ARS-52)
- USS Grapple (ARS-53)

## Bergungs- und Hebungsschiffe (ARSD)

USS Gypsy

- USS Gypsy (ARSD-1)
- USS Mender (ARSD-2)
- USS Salvage (ARSD-3)
- USS Windless (ARSD-4)

## Bergungstender (ARST)
- USS Laysan Island (ARST-1)
- USS Okala (ARST-2)
- USS Palmyra (ARST-3)
- USS Tackle (ARST-4)

## Flugzeugreparaturschiffe (ARV, ARV(E))
- USS Chourre (ARV-1)
- USS Webster (ARV-2)
- USS Aventinus (ARV(E)-3)
- USS Chloris (ARV(E)-4)
- USS Fabius (ARV(E)-5)
- USS Megara (ARV(E)-6)

## Hubschrauberreparaturschiffe (ARVH)

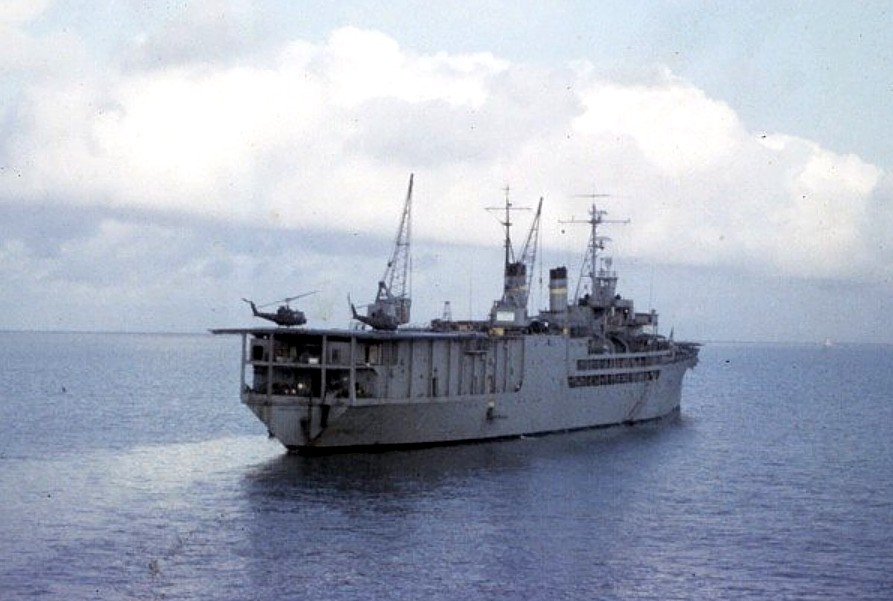
USS Corpus Christi Bay

- USS Corpus Christi Bay (ARVH-1)

## U-Boot-Tender (AS)

USS Fulton

- USS Fulton (AS-1)
- USS Bushnell (AS-2)
- USS Holland (AS-3)
- USS Alert (AS-4)
- USS Beaver (AS-5)
- USS Camden (AS-6)
- USS Rainbow (AS-7)
- USS Savannah (AS-8)
- USS Canopus (AS-9)
- USS Argonne (AS-10)
- USS Fulton (AS-11)
- USS Sperry (AS-12)
- USS Griffin (AS-13)
- USS Pelias (AS-14)
- USS Bushnell (AS-15)
- USS Howard W. Gilmore (AS-16)
- USS Nereus (AS-17)
- USS Orion (AS-18)
- USS Proteus (AS-19)
- USS Otus (AS-20)
- USS Antaeus (AS-21)
- USS Euryale (AS-22)
- USS Aegir (AS-23)
- USS Anthedon (AS-24)
- USS Apollo (AS-25)
- USS Clytie (AS-26)
- USS Canopus (AS-27)
- USS New England (AS-28)
- Von AS-29 bis AS-30 gestrichen
- USS Hunley (AS-31)
- USS Holland (AS-32)
- USS Simon Lake (AS-33)
- USS Canopus (AS-34)
- AS-35 gestrichen
- USS L. Y. Spear (AS-36)
- USS Dixon (AS-37)
- AS-38 gestrichen
- USS Emory S. Land (AS-39)
- USS Frank Cable (AS-40)
- USS McKee (AS-41)

## Hilfs-Hochseeschlepper (ATA)

USS Accokeek

- USS Accokeek (ATA-181)

## Flotten-Hochseeschlepper (AT, ATF, T-ATF)

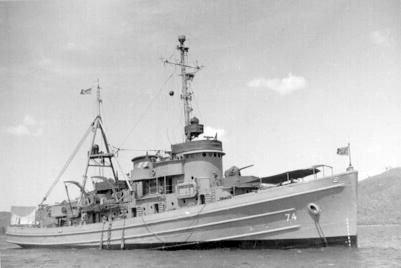
USS Pawnee

- USS Pawnee (ATF-74)
- USS Yuma (AT-94)
- USS Abnaki (ATF-96)
- USS Alsea (AT-97)
- USS Arikara (AT-98)
- USS Moctobi (ATF-105)
- USS Molala (AT-106)
- USS Munsee (AT-107)
- USS Pakana (AT-108)
- USS Potawatomi (AT-109)
- USS Sarsi (ATF-111)
- USS Seranno (ATF-112)
- USS Takelma (ATF-113)
- USS Tawakoni (ATF-114)
- USS Tenino (ATF-115)
- USS Tolowa (ATF-116)
- USS Wateree (ATF-117)
- USS Wenatchee (ATF-118)
- USS Achomawi (ATF-148)
- USS Atakapa (ATF-149)
- USS Nipmuc (ATF-157)
- USS Mosopelea (ATF-158)
- USS Papago (ATF-160)
- USS Salinan (ATF-161)
- USS Utina (ATF-163)
- USNS Powhatan (T-ATF-166)
- USNS Narragansett (T-ATF-167)
- USNS Catawba (T-ATF-168)
- USNS Navajo (T-ATF-169)
- USNS Mohawk (T-ATF-170)
- USNS Sioux (T-ATF-171)
- USNS Apache (T-ATF-172)

## Bergungsschlepper (ATS)

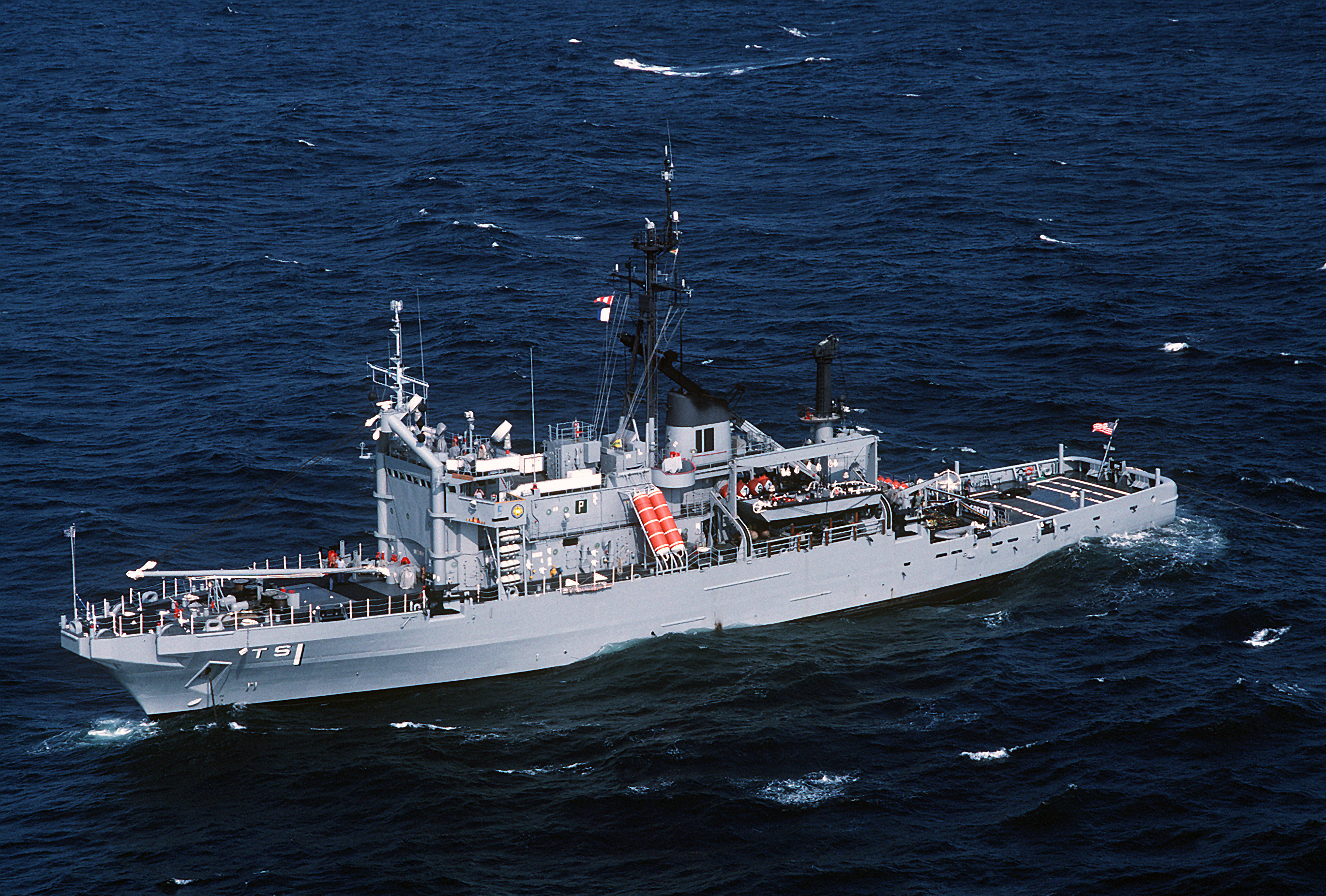
USS Edenton

- USS Edenton (ATS-1)
- USS Beaufort (ATS-2)
- USS Brunswick (ATS-3)

## Seeflugzeugtender (AV)

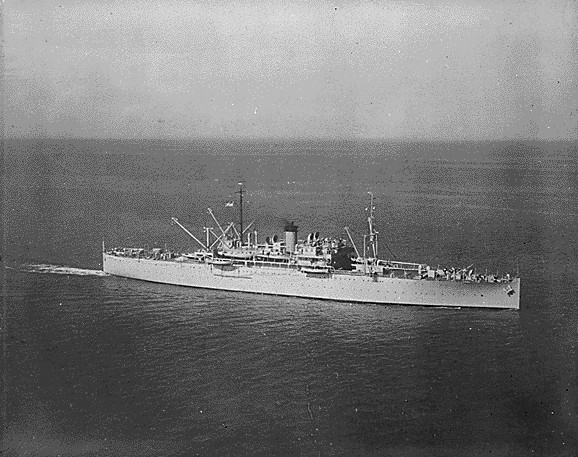
USS Wright

- USS Wright (AV-1)
- USS Jason (AV-2)
- USS Langley (AV-3)
- USS Curtiss (AV-4)
- USS Albemarle (AV-5)
- USS Patoka (AV-6)
- USS Currituck (AV-7)
- USS Tangier (AV-8)
- USS Pokomoke (AV-9)
- USS Chandeleur (AV-10)
- USS Norton Sound (AV-11)
- USS Pine Island (AV-12)
- USS Salisbury Sound (AV-13)
- USS Kenneth Whiting (AV-14)
- USS Hamlin (AV-15)
- USS St George (AV-16)
- USS Cumberland Sound (AV-17)
- USS Townsend (AV-18) gestrichen
- USS Calibogue (AV-19) gestrichen
- USS Hobe Sound (AV-20) gestrichen

## Luftwaffen-Vorratsschiffe (AVB, T-AVB)
- USS Alameda County (AVB-1)
- USS Tallahatchie County (AVB-2)
- SS Wright (T-AVB-3)
- SS Curtiss (T-AVB-4)

## Kleine Seeflugzeugtender (Zerstörer) (AVD)

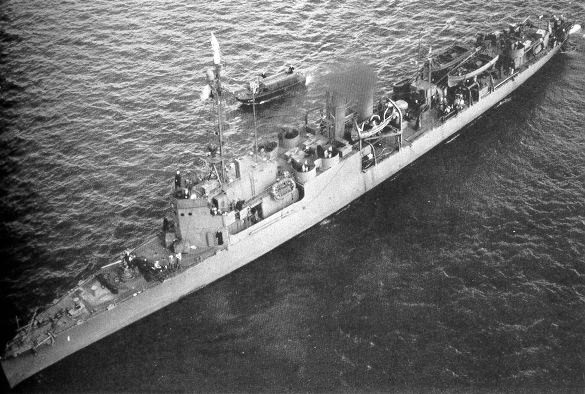
USS Childs

- USS Childs (AVD-1)
- USS Williamson (AVD-2)
- USS George E. Badger (AVD-3)
- USS Clemson (AVD-4)
- USS Goldsborough (AVD-5)
- USS Hulbert (AVD-6)
- USS William B. Preston (AVD-7)
- USS Belknap (AVD-8)
- USS Osmond Ingram (AVD-9)
- USS Ballard (AVD-10)
- USS Thornton (AVD-11)
- USS Gillis (AVD-12)
- USS Greene (AVD-13)
- USS McFarland (AVD-14)

## Lenkwaffen-Versuchsschiffe (AVM)

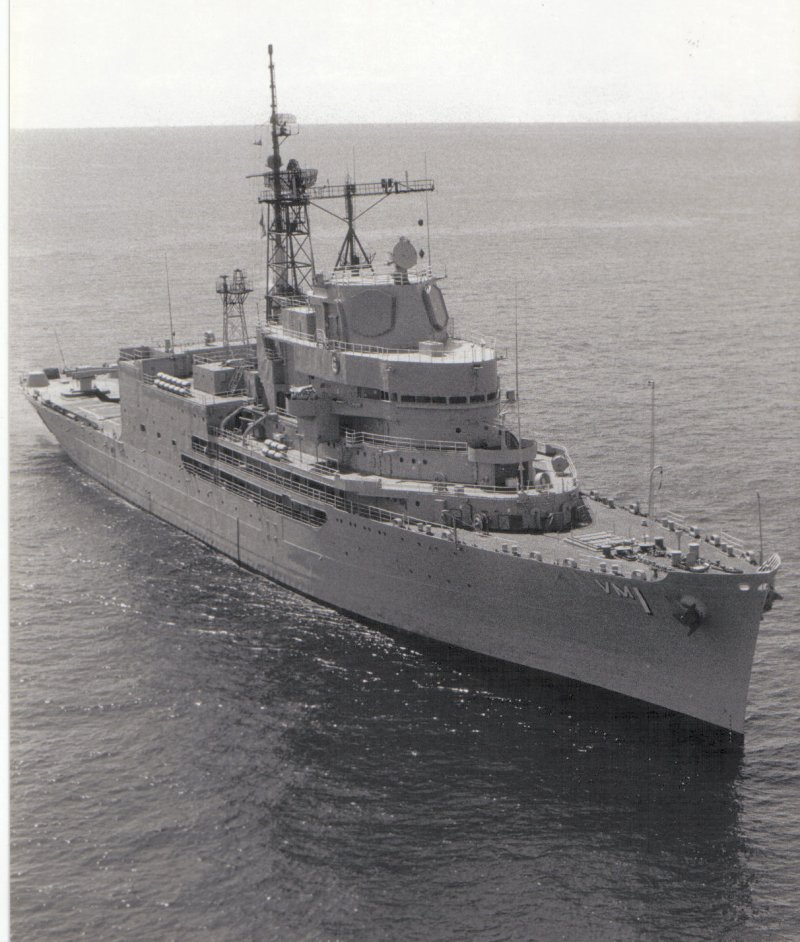
USS Norton Sound

- USS Norton Sound (AVM-1)

## Kleine Seeflugzeugtender (AVP)
- USS Childs (AVP-14)
- USS Absecon (AVP-23)
- USS  Duxbury Bay  (AVP-38)

## Luftwaffen-Versorger (AVS)

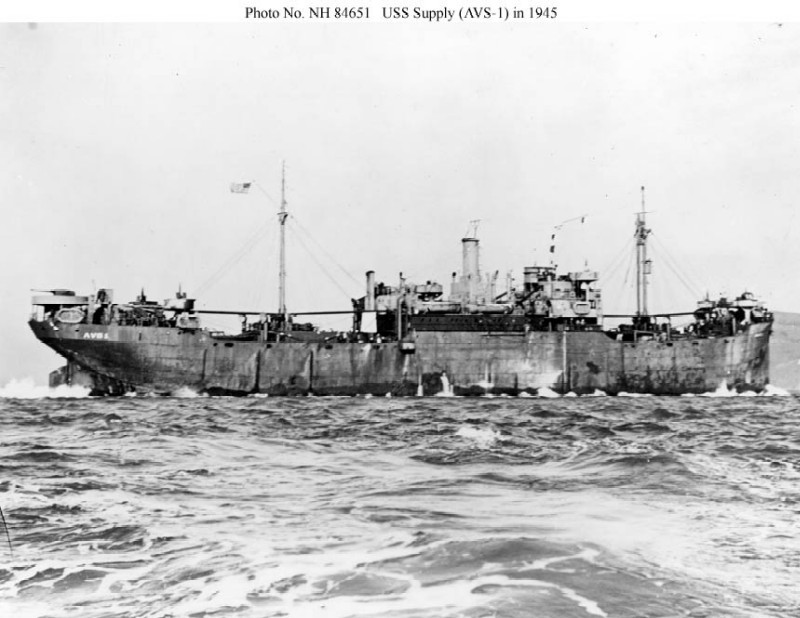
USS Supply

- USS Supply (AVS-1)
- USS Fortune (AVS-2)
- USS Grumium (AVS-3)
- USS Allioth (AVS-4)
- USS Gwinnett (AVS-5)
- USS Nicollet (AVS-6)
- USS Pontotoc (AVS-7)
- USS Jupiter (AVS-8)

## Flugzeugtransporter (AVT)

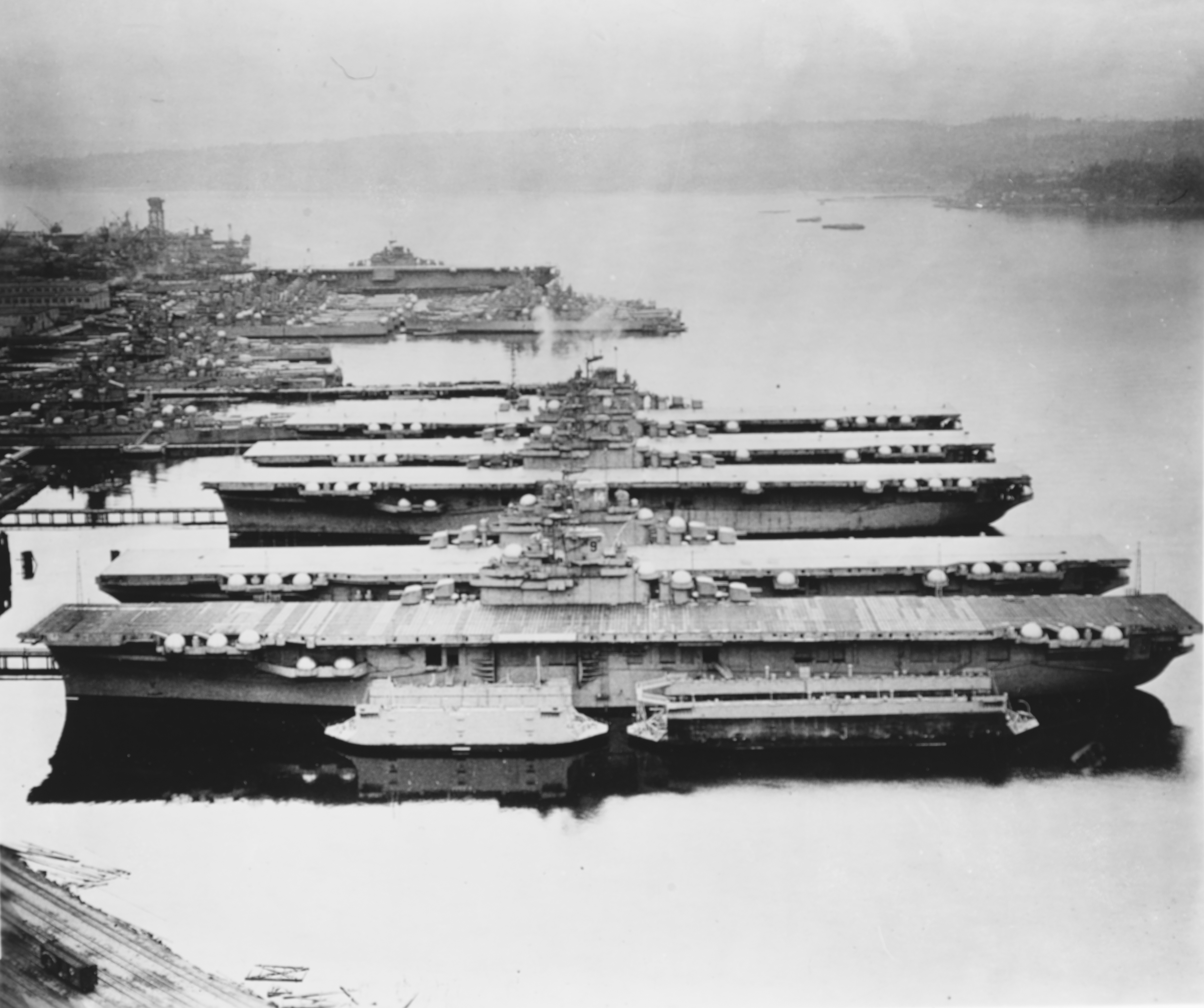
Außer Dienst gestellte Träger wurden in den 1950ern AVT

Lexington 1984 als Schulträger

- USS Cowpens (AVT-1)
- USS Monterey (AVT-2)
- USS Cabot (AVT-3)
- USS Bataan (AVT-4)
- USS San Jacinto (AVT-5)
- USS Saipan (AVT-6)
- USS Wright (AVT-7)
- USS Franklin (AVT-8)
- USS Bunker Hill (AVT-9)
- USS Leyte (AVT-10)
- USS Philippine Sea (AVT-11)
- USS Tarawa (AVT-12)

## Schulflugzeugträger (AVT ab 1978)
- USS Lexington (AVT-16)
- USS Forrestal (AVT-59)

## Wasseraufbereitungsschiffe (AW)

USS Stag

- USS Stag (AW-1)
- USS Wildcat (AW-2)
- USS Pasig (AW-3)
- USS Abatan (AW-4)

## Luftschiff-Tender (AZ)

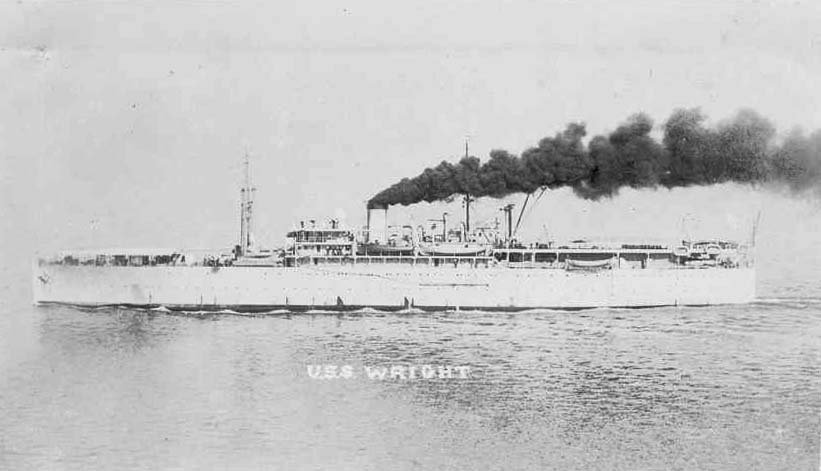
USS Wright

- US Wright (AZ-1)

## Hafenschlepper (YTL, YTB, YTM)

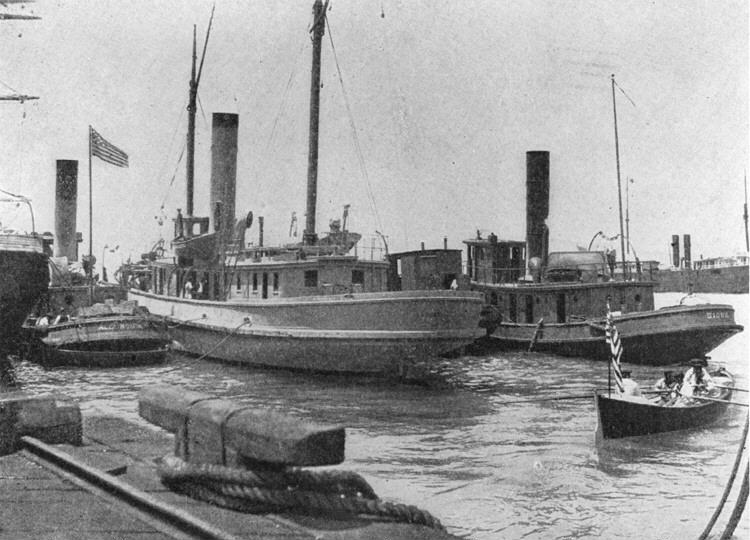
USS Accomac

- USS Accomac (YTL-18)
- USS Achigan (YTB-218)
- USS Abinago (YTM-493)
- USS Accohanoc (YTM-545)
- USS Accomac (YTB-812)

## Verschiedene Klassifikationen (IX)
- USS Annapolis (IX-1)
- USS Dubuque (IX-9)
- USS Nantucket (IX-18)
- USS Newport (IX-19)
- USS Constitution (IX-21) hat derzeit keine Rumpfbezeichnung
- USS Paducah (IX-23)
- USS Wheeling (IX-28)
- USS Dover (IX-30)
- USS Topeka (IX-35)
- USS Olympia (IX-40)
- USS Highland Light (IX-48)
- USS Galaxy (IX-54)
- USS Wolverine (IX-64)
- USS Kailua (IX-71)
- USS Metha Nelson (IX-74)
- USS Sable (IX-81)
- USS Irene Forsyte (IX-93)
- USS Sea Cloud (IX-99)
- USS Kangaroo (IX-121)
- USS Abarenda (IX-131)
- USS Orvetta (IX-157)
- USS Kenwood (IX-179)
- USS Donnell (IX-182)
- USS Castine (IX-211)
- Prinz Eugen (IX-300)